# 内海 (南知多町)
内海（うつみ）は、愛知県知多郡南知多町の地名。江戸時代には内海船と呼ばれる尾州廻船の廻船業で繁栄し、明治時代以降には千鳥ヶ浜海水浴場などの観光業が主たる産業となった。

## 地理
知多半島の南部、南知多町の西部に位置している。南は伊勢湾に面しており、三方を山に囲まれている。東は山海、西と北は美浜町に接している。
内海川が南流して伊勢湾に注いでいる。伊勢湾岸には全長約3kmの内海海岸があり、北からお吉ケ浜、千鳥ヶ浜、東浜に分けられる。内海海岸沿いには旅館やホテルなどの宿泊施設が多く、最盛期の夏季には15万人から20万人の海水浴客が訪れた。伊勢湾の海岸に沿って国道247号が通っており、内陸部には愛知県道52号半田南知多線が南北に通っている。
平地や丘陵地などではウンシュウミカン（内海みかん）やフキが栽培されている。

### 交通
- 国道247号
- 愛知県道52号半田南知多線
- 愛知県道276号奥田内福寺南知多線
- 愛知県道279号内海美浜線
- 名鉄知多新線内海駅

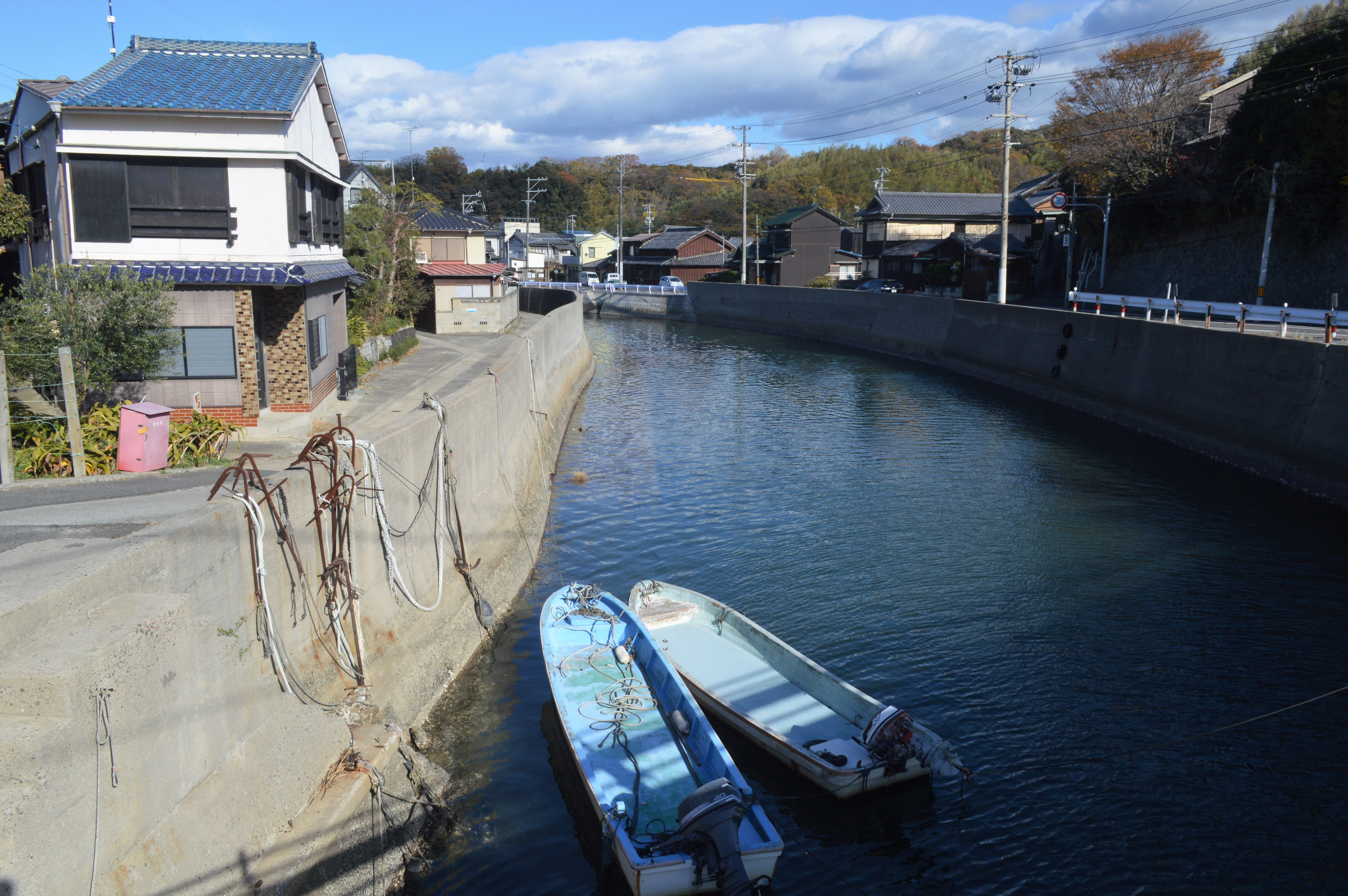
内海川
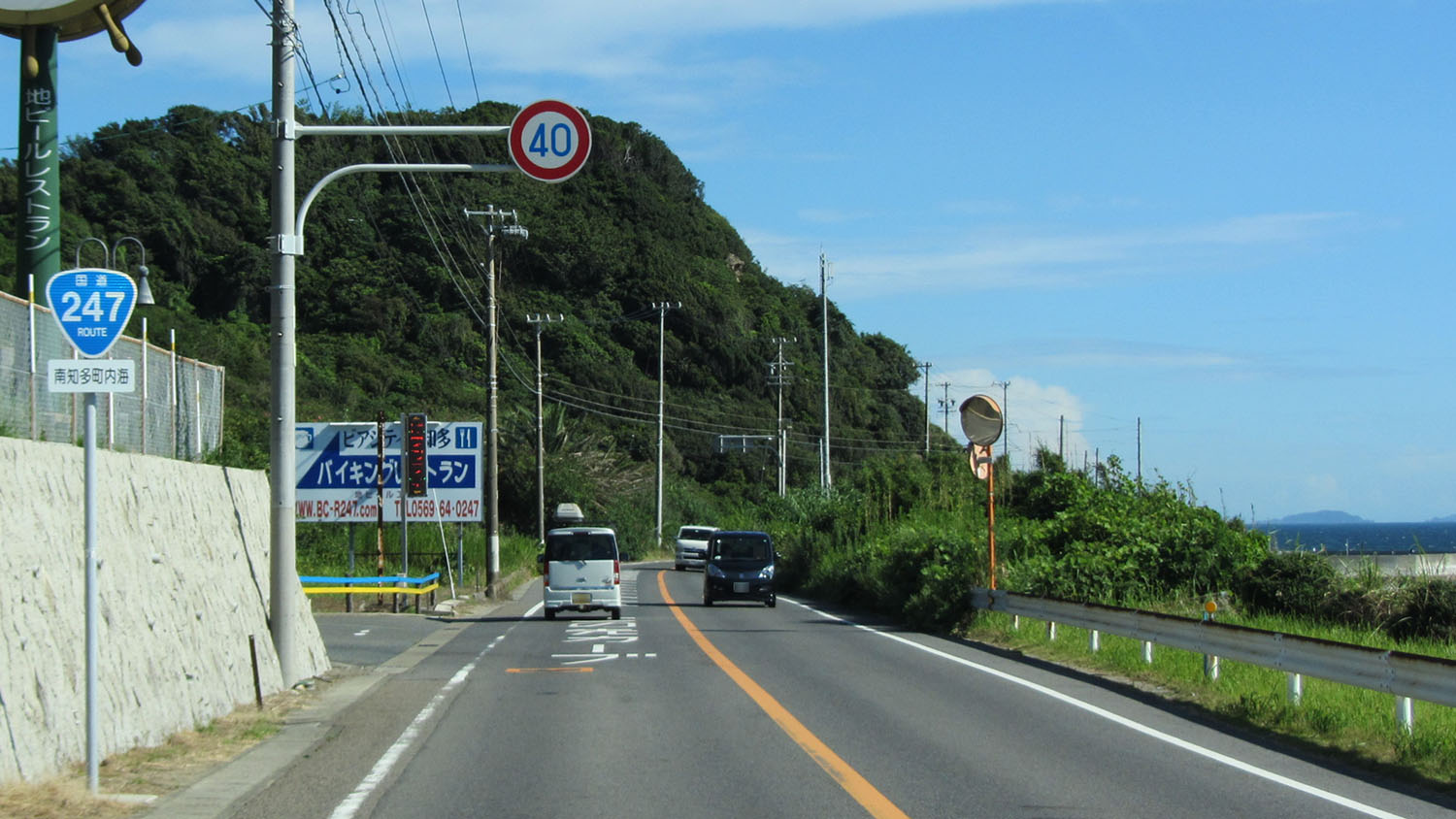
国道247号
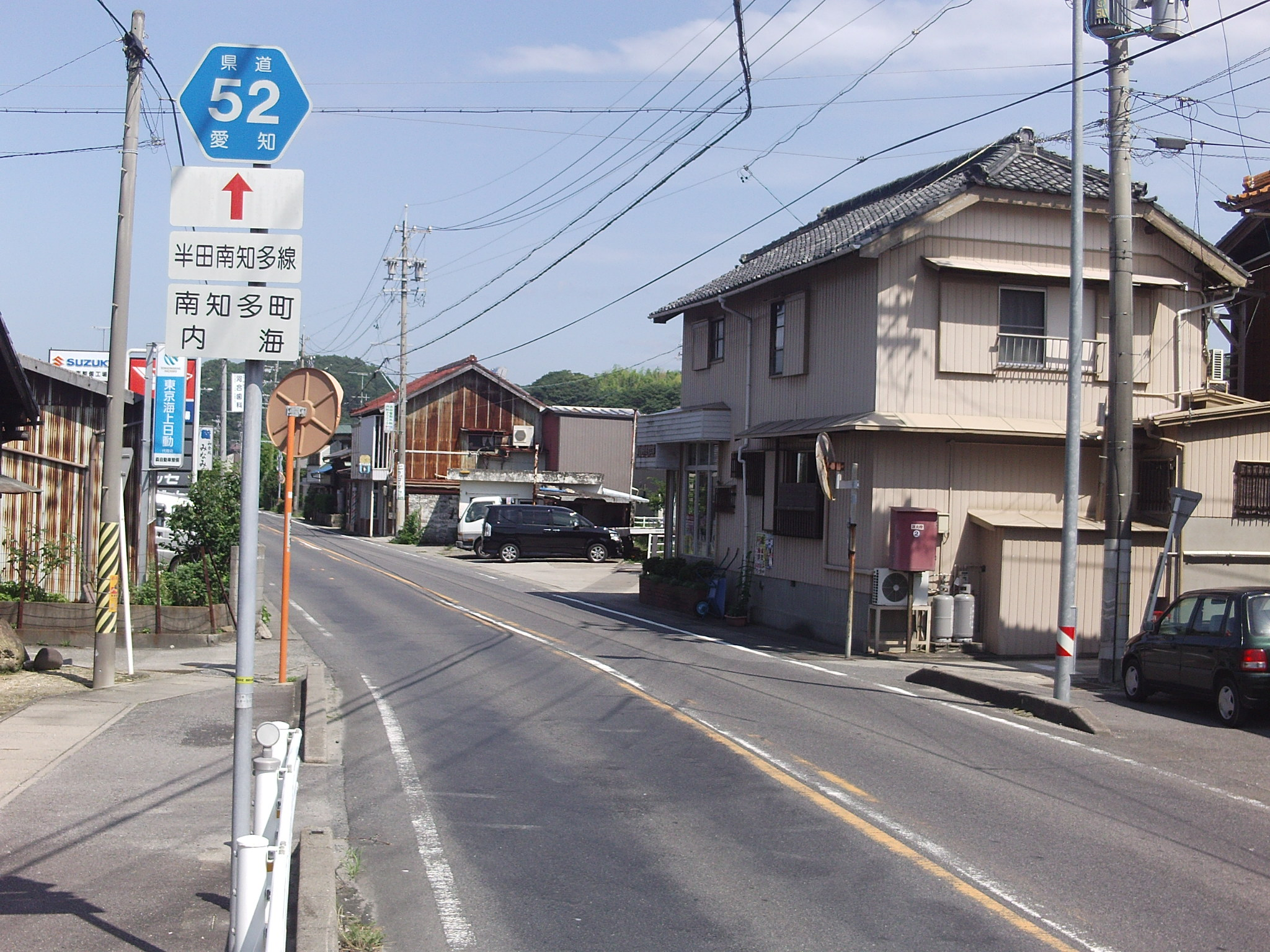
愛知県道52号
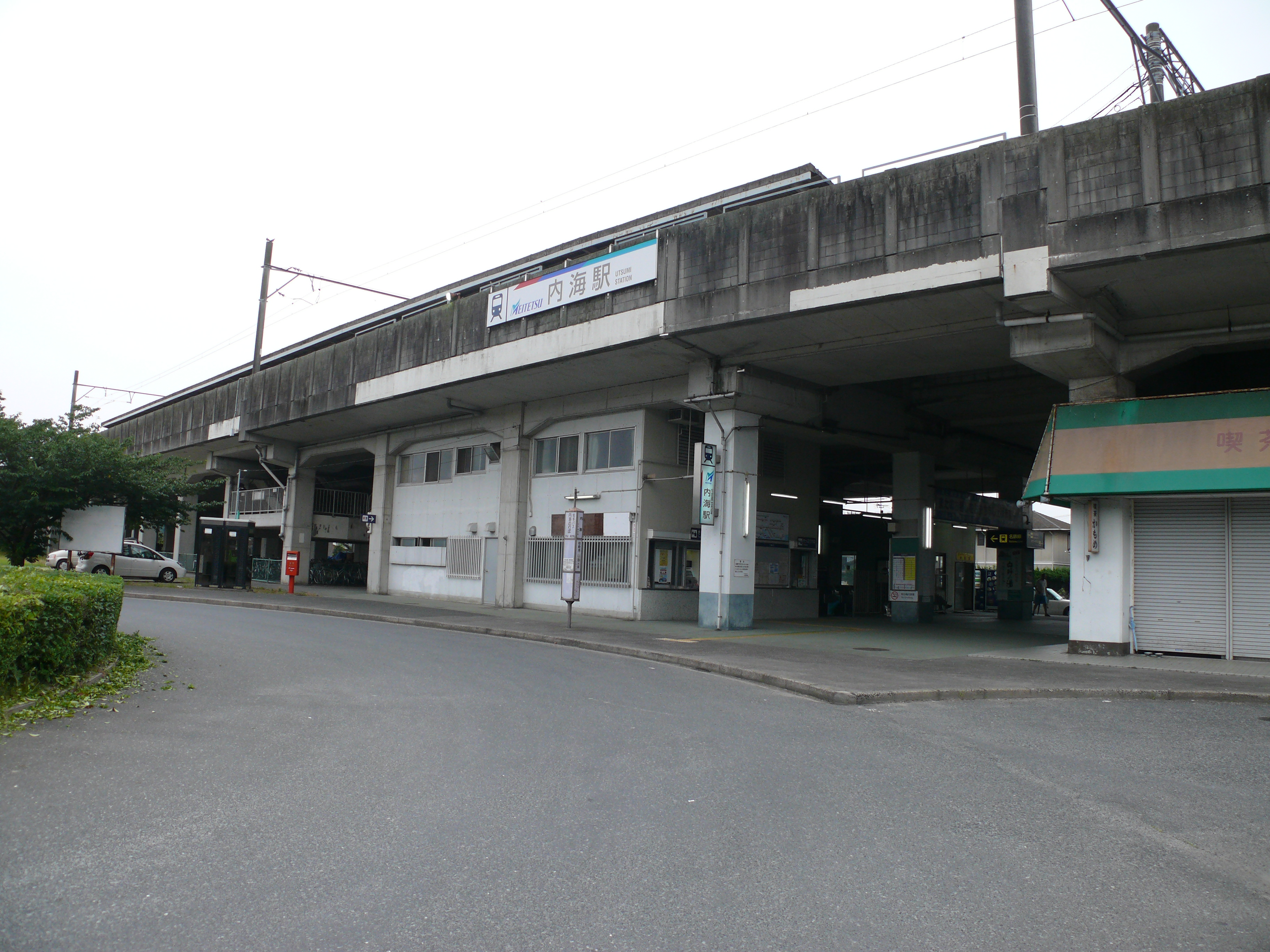
内海駅

### 人口の変遷
国勢調査による人口および世帯数の推移。
| 1995年（平成7年）  | 1778世帯 5169人 |  |
| 2000年（平成12年） | 1779世帯 5012人 |  |
| 2005年（平成17年） | 1750世帯 4836人 |  |
| 2010年（平成22年） | 1757世帯 4684人 |  |
| 2015年（平成27年） | 1651世帯 4271人 |  |
| 2020年（令和2年）  | 1553世帯 3892人 |  |

## 歴史
伊勢湾が深く内陸に入り込んでいた地形が地名の由来とされる。
縄文時代早期の貝塚として先苅貝塚（先苅遺跡）がある。縄文海進によって水没した海底埋没貝塚としては、日本で初めて発見された本格的な貝塚である。

### 中世
平安時代末期から室町時代には、尾張国知多郡に荘園として内海荘（野間内海荘）があり、保延6年（1140年）頃に成立したとされる。嘉元4年（1306年）の「昭慶門院御領目録」によると内海荘は安楽寿院領であり、長講堂領として室町時代を迎えたとされる。「蔭涼軒目録」によると相国寺大智院領であった。
戦国時代には一色氏の支配下となり、その後佐治宗貞が支配の実権を握った。佐治宗貞の弟である佐治為縄（備中守）は内海に岡部城を築いて拠点とした。

### 近世

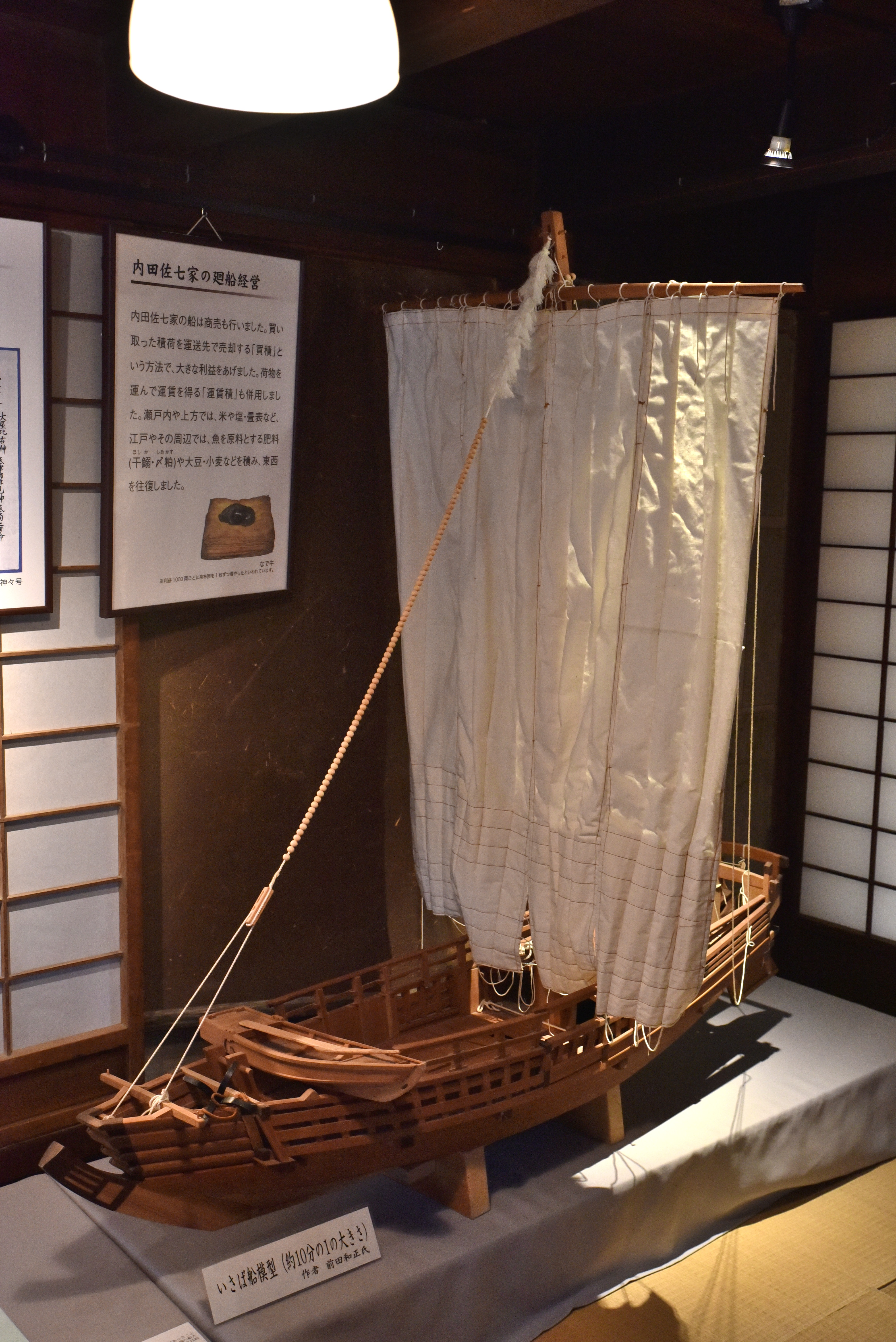
内海船

江戸時代の伊勢湾には尾州廻船と呼ばれる廻船集団が登場し、菱垣廻船や樽廻船に迫る勢いを見せた。尾州廻船の中でも内海の廻船は内海船と呼ばれ、大坂や瀬戸内の廻船の競合相手となった。なお、半田など知多半島の東浦には運賃積船が多く、商人と船頭の間には格差があったが、内海など西浦には船頭が商人も兼ねる買積船が多く、一介の船頭が船主となった例も少なくない。
元禄4年（1691年）には内海の東端と西端で112隻計1万725石の廻船を有していた。主として尾張国や伊勢国の米穀を江戸や大坂に輸送し、その他に塩などの物資も輸送した。天保13年（1842年）頃には廻船が200隻にも及び、堺、大坂、瀬戸内など西日本各地で内海船が活躍した。
内海湊ではイワシ漁を主体とする漁業も盛んだった。江戸時代の内海は知多半島南部第一の米産地でもあった。

### 近代

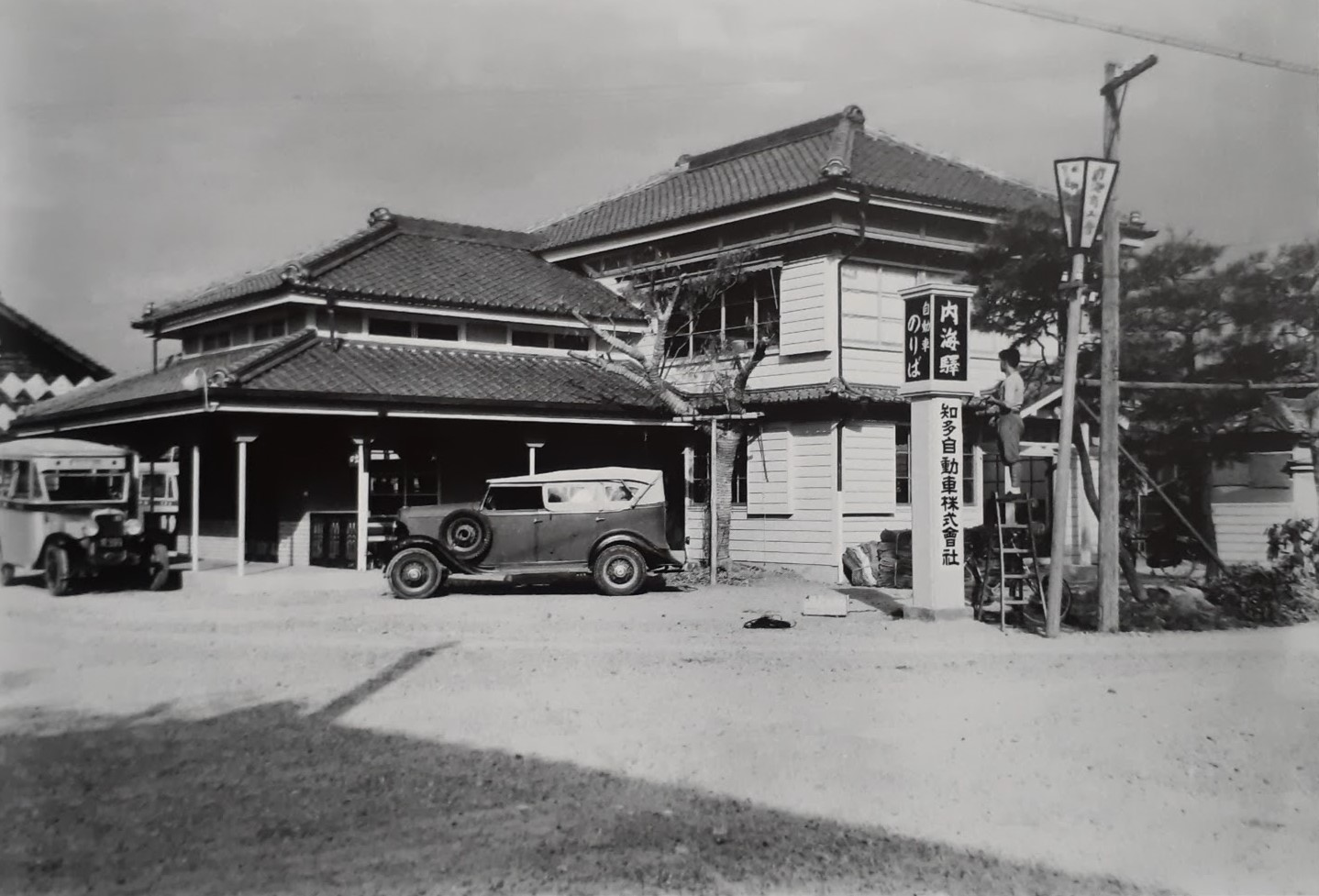
知多自動車の乗合自動車

1878年（明治11年）、知多郡吹越村・西端村・岡部村・中之郷村・馬場村・北脇村・内福寺村・楠村・名切村・利屋村・東端村が合併して内海村となった。1880年（明治13年）の『知多郡地誌略』によると、戸数は1076戸、人口は4712人だった。
1889年（明治22年）には町村制が施行され、知多郡内海村が発足した。1890年（明治23年）には半田区裁判所内海出張所が開庁している。1891年（明治24年）の戸数は1006戸、人口は4503人だった。1893年（明治26年）には内海村が町制を施行して内海町が発足した。1906年（明治39年）には山海村を合併し、内海と山海の2大字を編成した。明治中期頃には養蚕業が盛んとなり、内海製糸工場が設立された1908年（明治41年）には、農家の90%が養蚕を行っていた。
明治中期には海水浴の医療効果が認められるようになり、知多半島でも大野町の大野海水浴場が栄えた。内海では前野三九郎が千石船を用いた料亭を開業させたり、1898年（明治31年）には寿山龍之助が提唱して観光旅館の内海館が建てられた。周辺にも保養施設が増えたことで、明治末期頃には別荘地や海水浴場としても発展した。
明治時代には三菱汽船などが師崎に寄港する定期航路を作り、内海町の伝統的な廻船業が衰退したが、依然として味噌・醤油・酒・味醂・柿などが内海から運ばれていた。1901年（明治34年）、衣浦汽船によって熱田、大野、常滑、野間、内海、豊浜、師崎、篠島、福江を結ぶ知多半島西岸航路が開設された。
1918年（大正7年）には内海自動車会社が設立され、内海町から河和町を経て国鉄武豊駅がある武豊町に至る乗合自動車（路線バス）の運行が開始された。当初は1日3往復が運行され、内海町と武豊町を45分で結んでいた。内海自動車は知多半島初の乗合自動車であり、主導者は内田佐七や沢田嘉助である。当初はフォード社製の7人乗りバス2台で運行していた。その後内海自動車は知多自動車に改称して株式会社となり、大正末期には野間村や豊浜町なども結ぶ乗合自動車の路線網が構築された。
1920年（大正9年）の世帯数は1308戸、人口は5759人だった。昭和初期には内田佐七によって、冬季にも観光客を誘致するために内海鉱泉を開発し、後に内海温泉という名称となった。1933年（昭和8年）には愛知県立果樹試験場清州分場が設立された。

### 現代

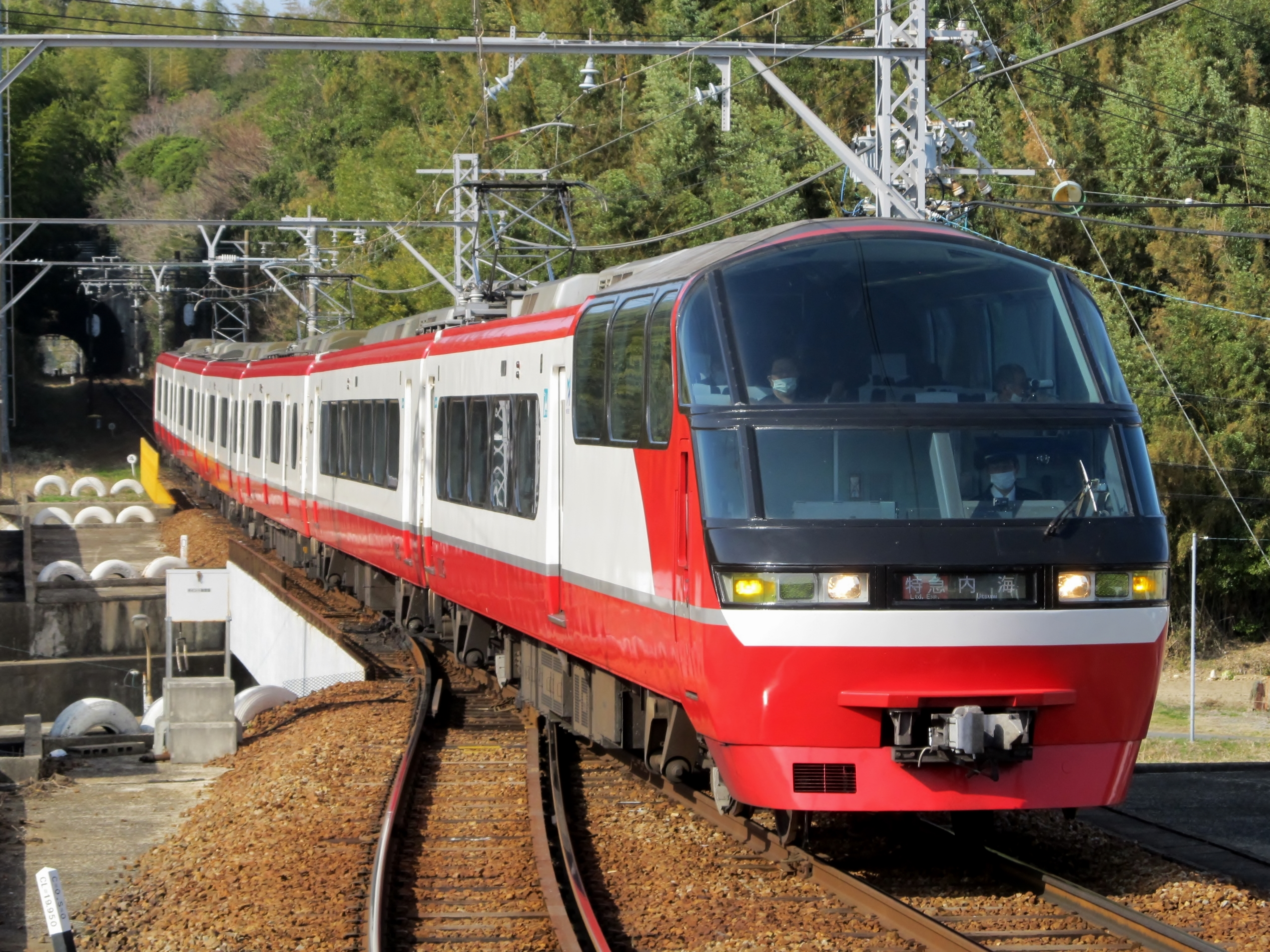
名鉄知多新線

1909年（明治42年）には榎本誠によって榎本種禽場が開設されているが、榎本は1939年（昭和14年）に年間産卵数363日という世界記録を樹立し、1956年（昭和31年）には世界で初めて年間産卵数365日（毎日）を達成したことで「養鶏王」と謳われた。
1961年（昭和36年）6月1日、内海町、師崎町、豊浜町、篠島村、日間賀島村が合併して南知多町が発足した。1970年（昭和45年）の世帯数は1550戸、人口は6603人。
1980年（昭和55年）には名鉄知多新線が開業し、南知多町内海には終着駅の内海駅が設置された。工事の際には先苅遺跡が発見されている。1989年（平成元年）の世帯数は1535世帯、人口は5132人にまで増加した。

## 教育

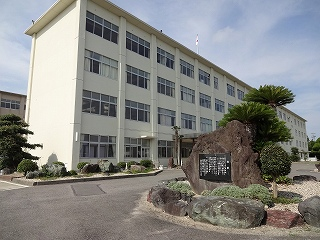
愛知県立内海高等学校

### 愛知県立内海高等学校
1939年（昭和14年）には内海町立内海高等裁縫女学校が開校した。戦後の学制改革によって、1948年（昭和23年）には定時制課程の愛知県立内海高等学校が発足し、1949年（昭和24年）には愛知県立半田高等学校内海分校となったが、1957年（昭和32年）には愛知県立内海高等学校として独立した。もともと内海市街地西端部に校地があったが、1974年（昭和49年）には内陸部の現在地に移転した。

### 南知多町立内海中学校（閉校）
1947年（昭和22年）に内海町立内海中学校として開校し、1951年（昭和26年）には内海町西浜田に移転した。1961年（昭和36年）には南知多町立内海中学校に改称し、1964年（昭和39年）には現在地に移転した。2023年（令和5年）3月には豊浜中学校、師崎中学校、日間賀中学校と統合されて閉校となり、4月には4中学校を統合した南知多町立南知多中学校が開校した。

### 南知多町立内海小学校
1873年（明治6年）には郷聚学校、庠越学校、東明学校が相次いで開設され、1887年（明治20年）には3校が統合されて内海学校が発足した。1892年（明治25年）には内海尋常小学校に改称し、1893年（明治26年）には高等科が設置された。1908年（明治41年）には内海第一尋常高等小学校に改称した。1947年（昭和22年）には内海町立内海小学校に改称し、1961年（昭和36年）には南知多町立内海小学校に改称した。1973年（昭和48年）には鉄筋コンクリート造3階建の新校舎が竣工した。2009年（平成21年）には南知多町立山海小学校を統合した。

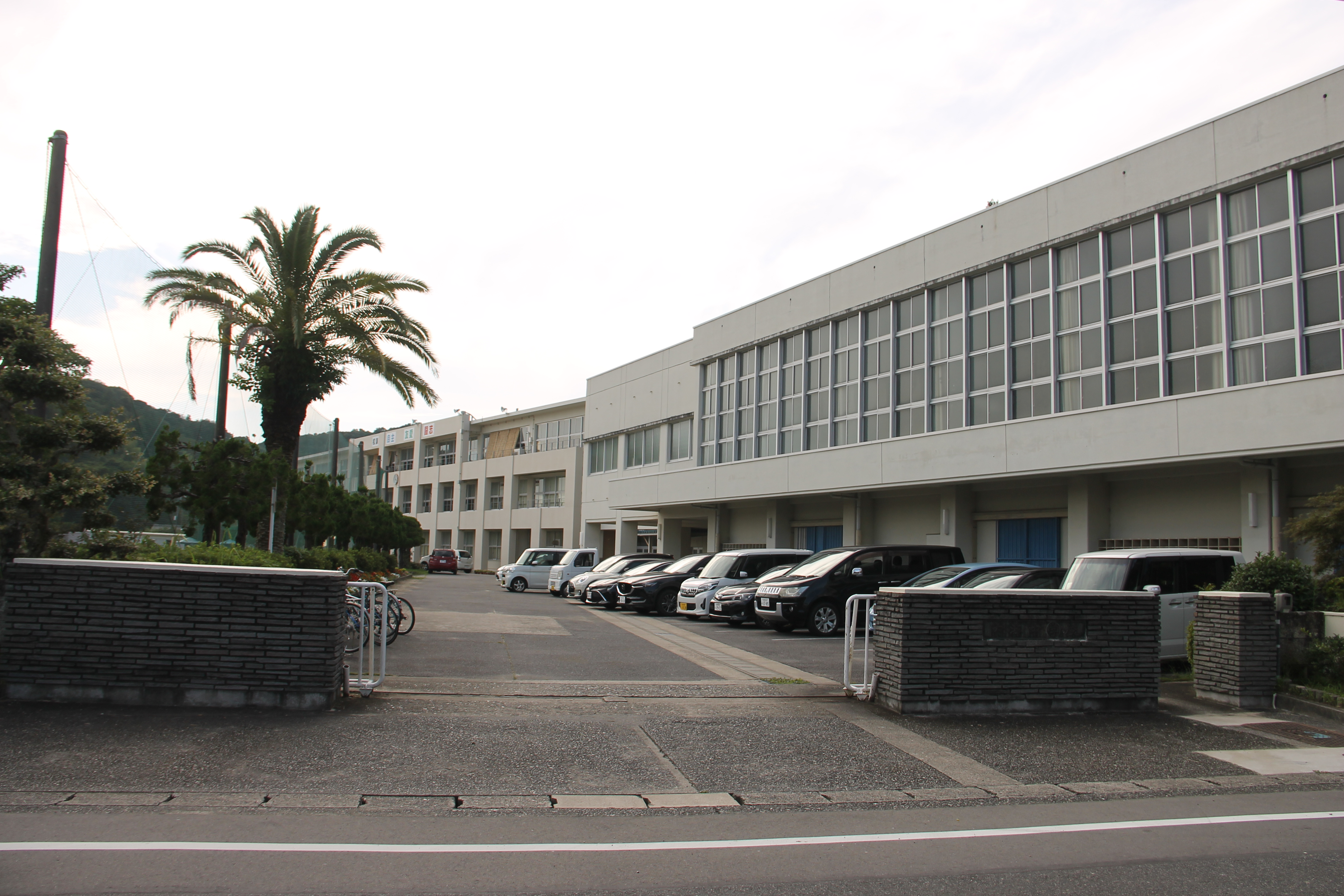
内海中学校
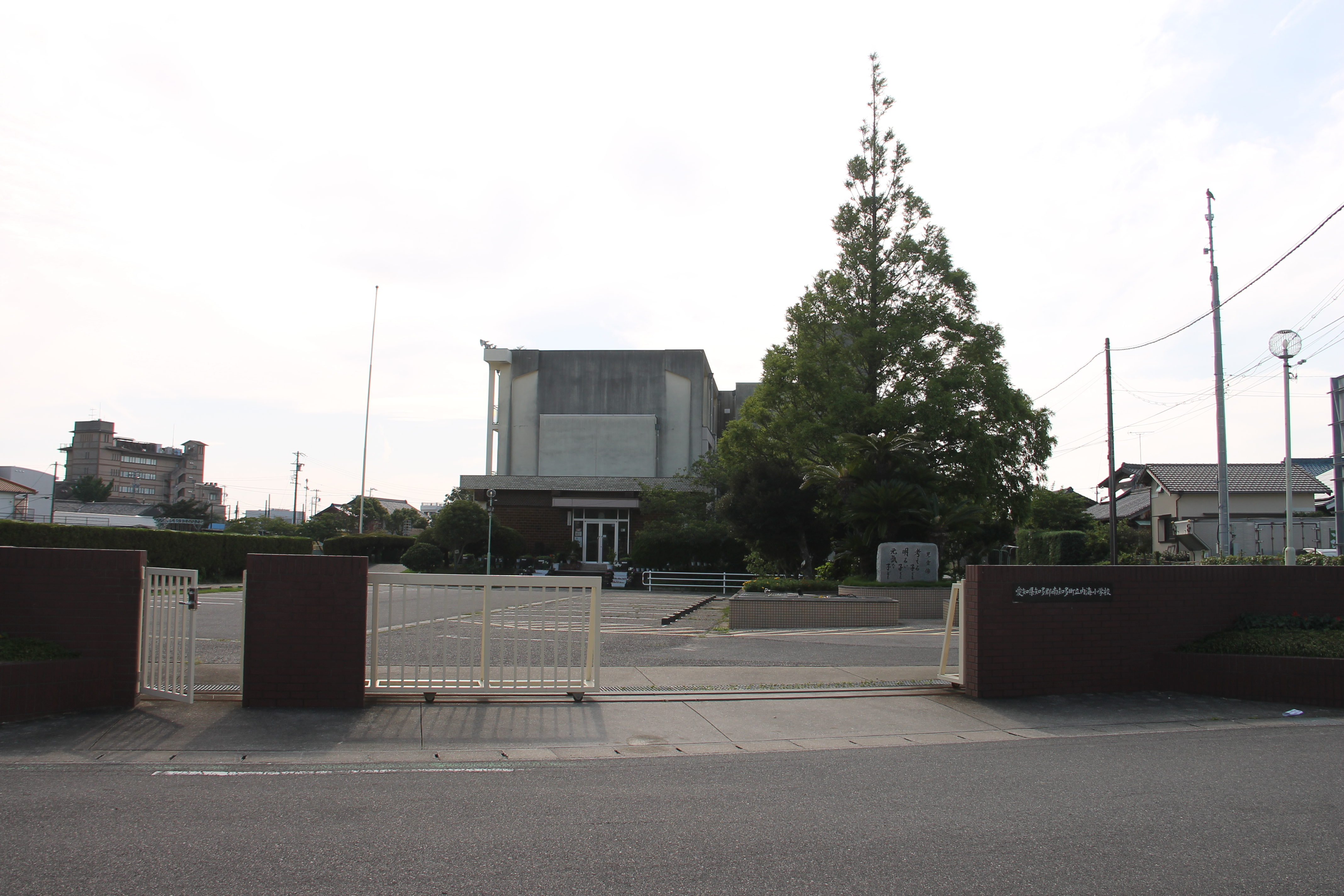
内海小学校

## 産業

### 農業

#### 内海みかん

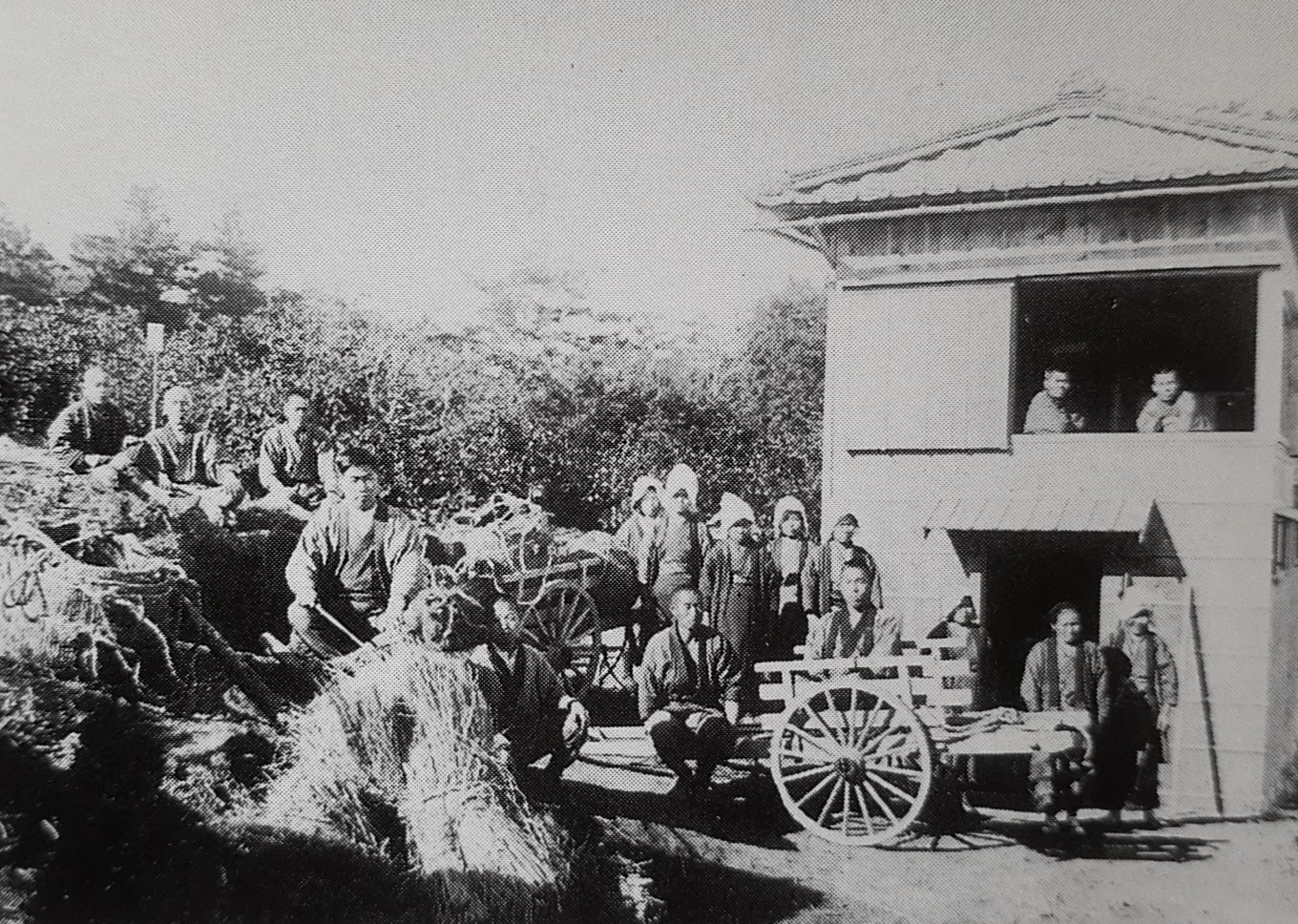
大岩みかん園

弘化元年（1844年）に大岩金十郎（大岩金右衛門）がウンシュウミカンの栽培に着手し、明治期には内海町全体に栽培が広がって基幹産業となった。戦後の愛知用水通水によってさらに発展し、愛知県においては蒲郡市の蒲郡みかんと並ぶ一大産地であったが、全国的な生産量の増加などによって衰退した。商業的な生産を行っていた地域としては愛知県で最も古いみかん産地とされる。また、早くからみかん狩りを行っていたことも特色とされる。
今日の南知多町内海にもみかん生産農家があり、観光農園でのみかん狩りなども行われている。2014年（平成26年）3月20日には南知多町で「南知多もぎたてみかん酒及び知多産の日本酒で乾杯を推進する条例」が制定され、再びブランド化が取り組まれている。

### 観光業
- 千鳥ヶ浜海水浴場
- 南知多グリーンバレイ
- 内海温泉
- 内海フォレストパーク（廃止） - 1982年から2003年まで存在したテーマパーク。内海ゴンドラなどがあった。

#### 内海サンドスキー場

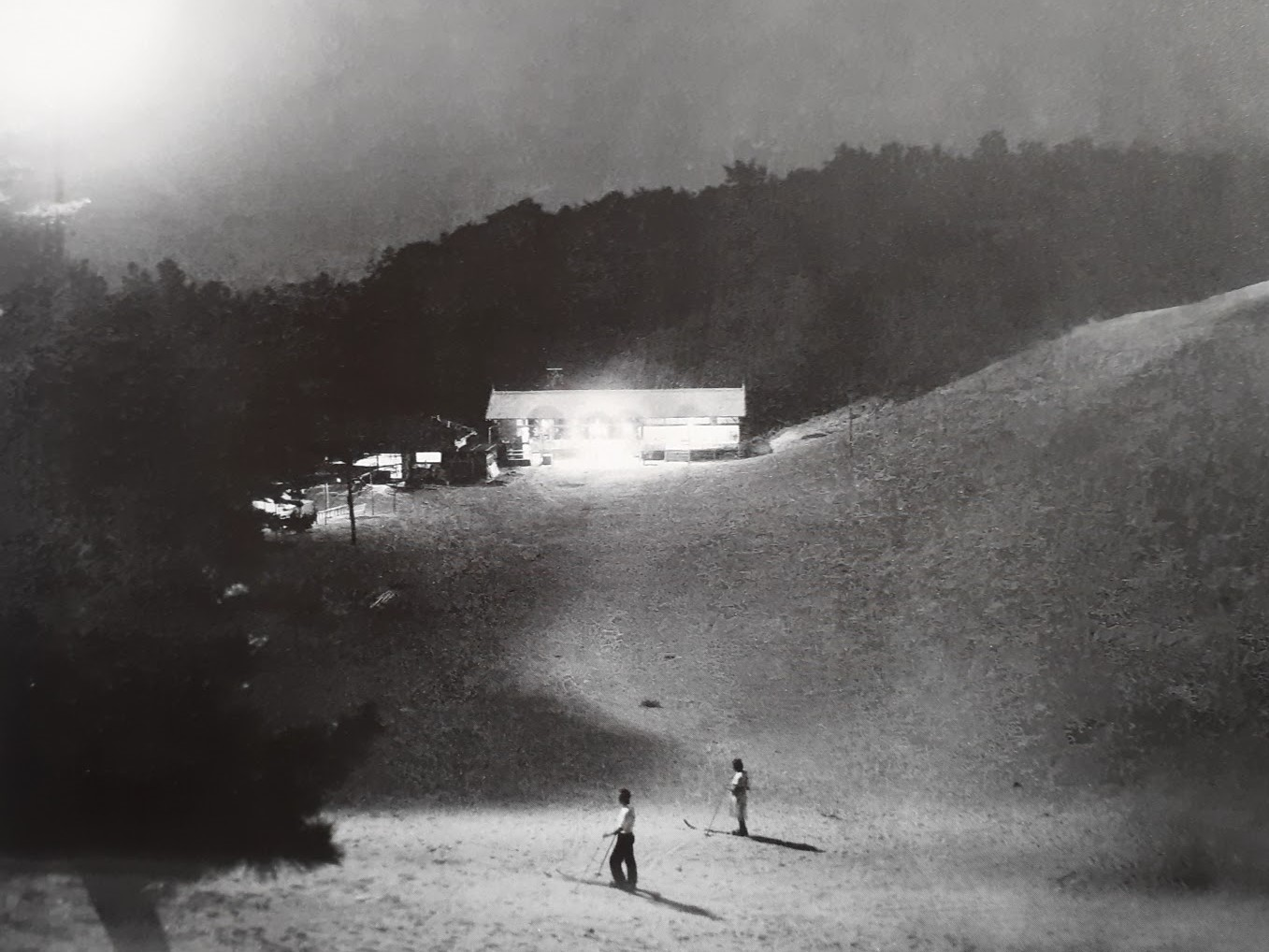
夜間の内海サンドスキー場

千鳥ケ浜海水浴場の砂浜は「世界で最も砂粒が小さい砂浜」と言われることもある。内海の海岸は石英を主成分とする珪砂であり、特に知多珪砂とも呼ばれる。
1932年（昭和7年）6月5日には内海サンドスキー場が開設され、世界初とも言われるサンドスキー競技会が開催された。サンモリッツ五輪にも出場したスキー選手の麻生武治、クロスカントリースキー選手の竹節作太、登山家の藤木九三、スキー指導員の笹川英三郎などが内海サンドスキー場を訪れている。
内海サンドスキー場には白山、表富士、奥富士、裏富士、吹越、千鳥、白浜という全長100m程度の7本のコースがあり、木造のジャンプ台やスキー神社なども設置されていたほか、ナイター設備の照明塔も有していた。知多珪砂は砂質の特徴から、戦前から鋳物砂として日本国内に供給されており、機械工業や自動車産業の躍進に貢献した。一方で、内海サンドスキー場周辺の砂も採取されたことで、かつて急勾配の丘陵を用いていたゲレンデは平坦になっている。

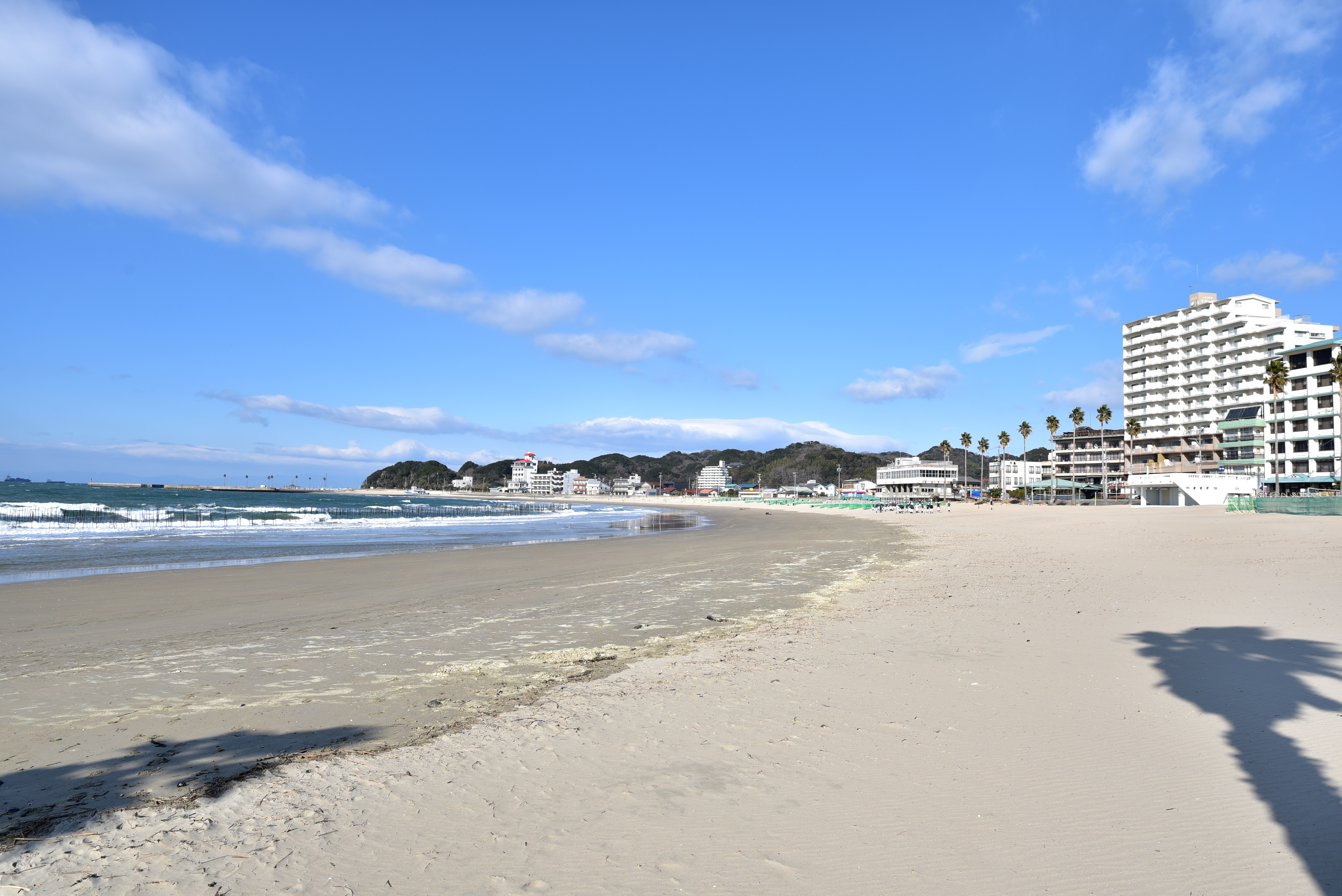
千鳥ヶ浜海水浴場
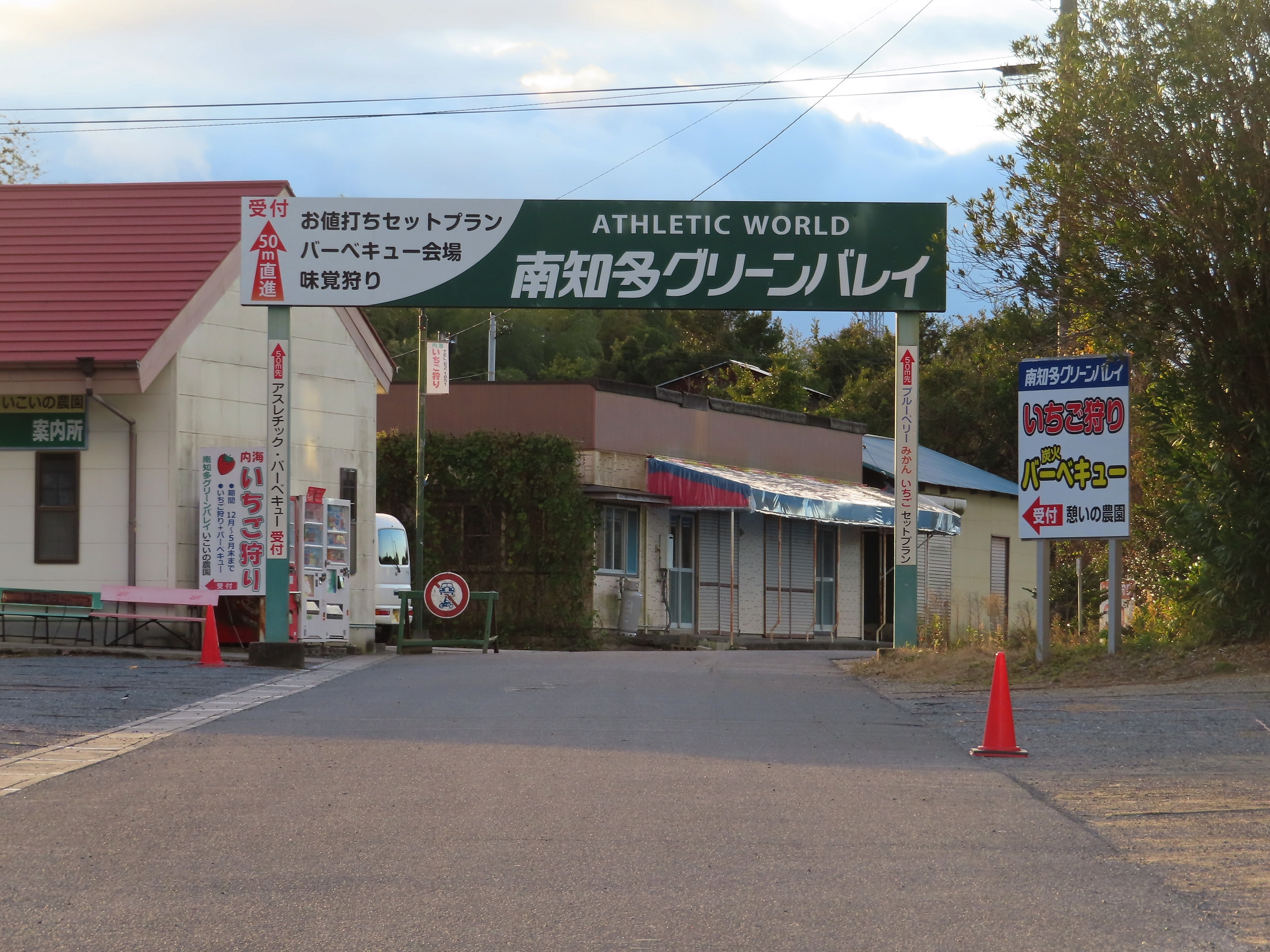
南知多グリーンバレー

## 施設

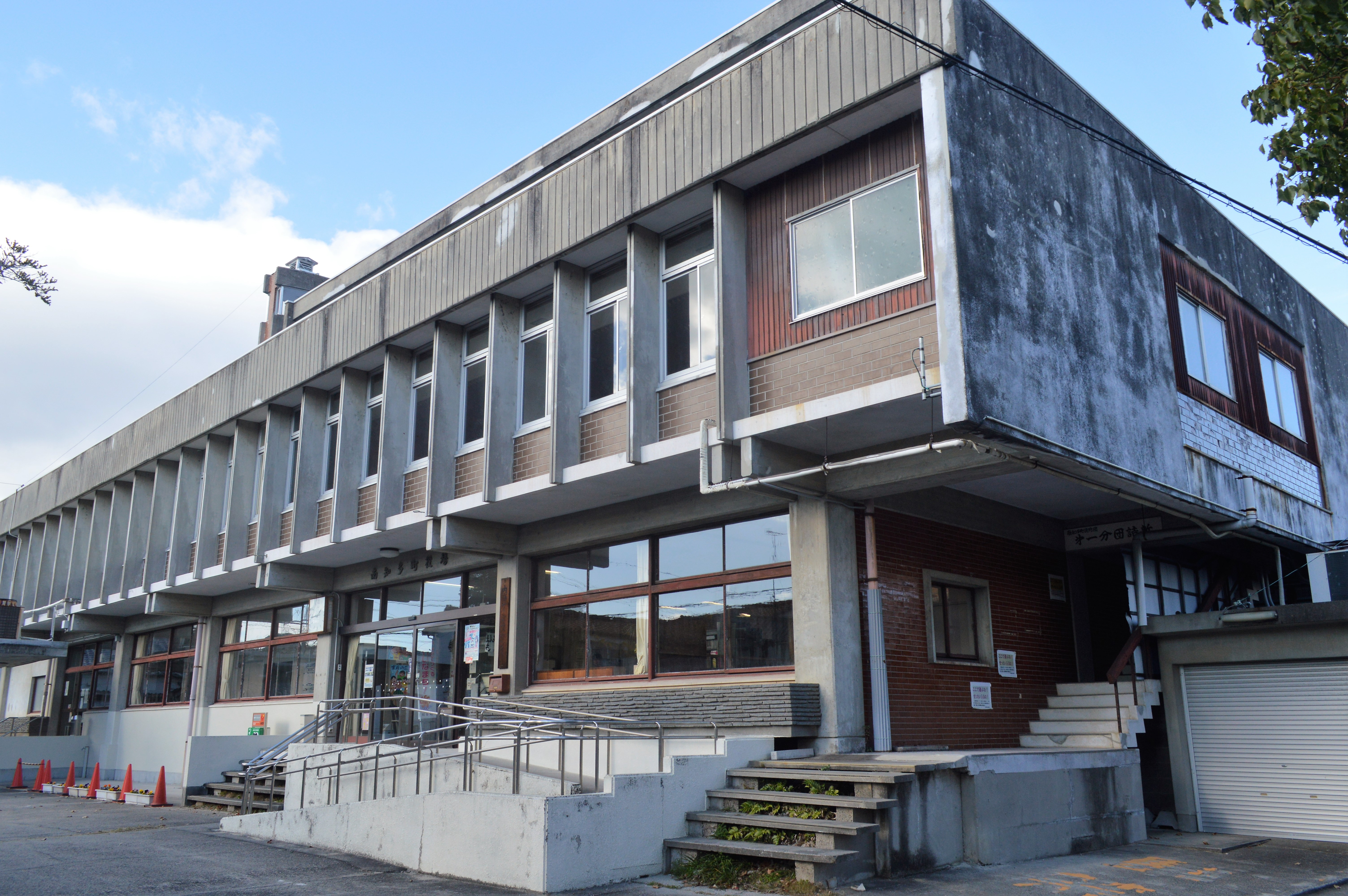
南知多町内海サービスセンター

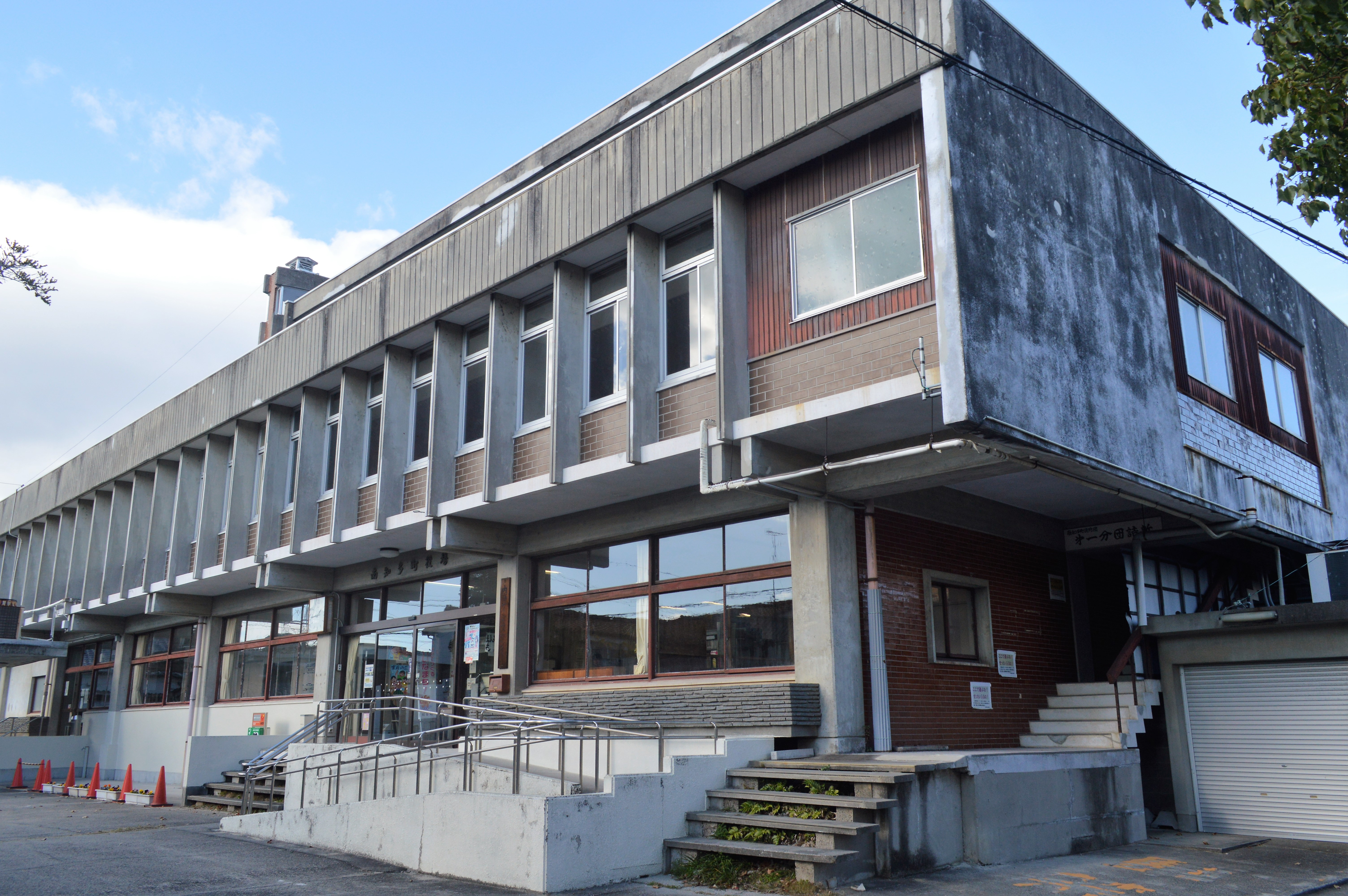
南知多町内海サービスセンター

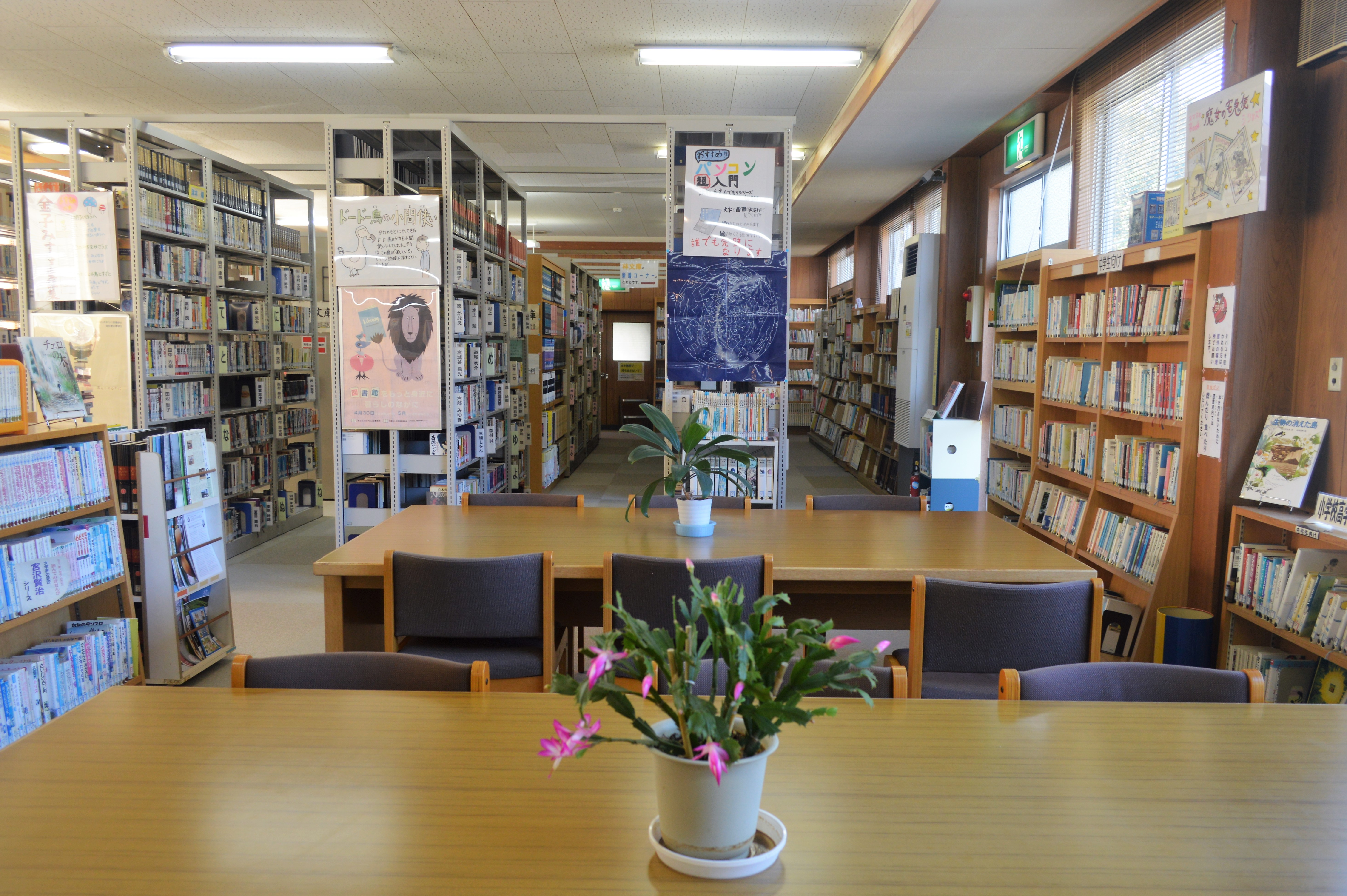
南知多町民会館 - 南知多町民会館図書室、南知多町民会館会議室、南知多町民会館グラウンドからなる公共施設。
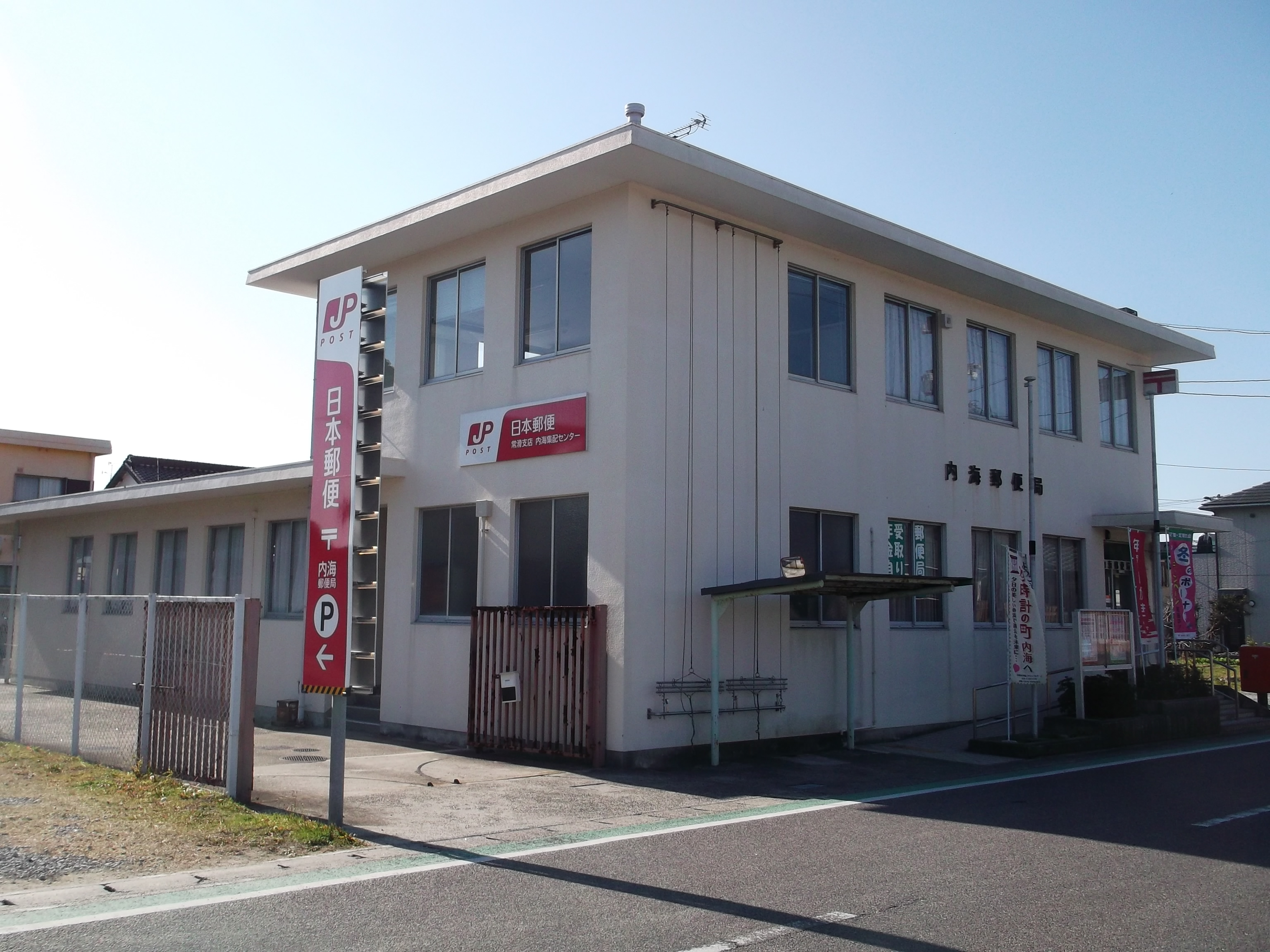
内海郵便局
- 知多信用金庫内海支店
- 内海漁業協同組合
- 知多南部斎場
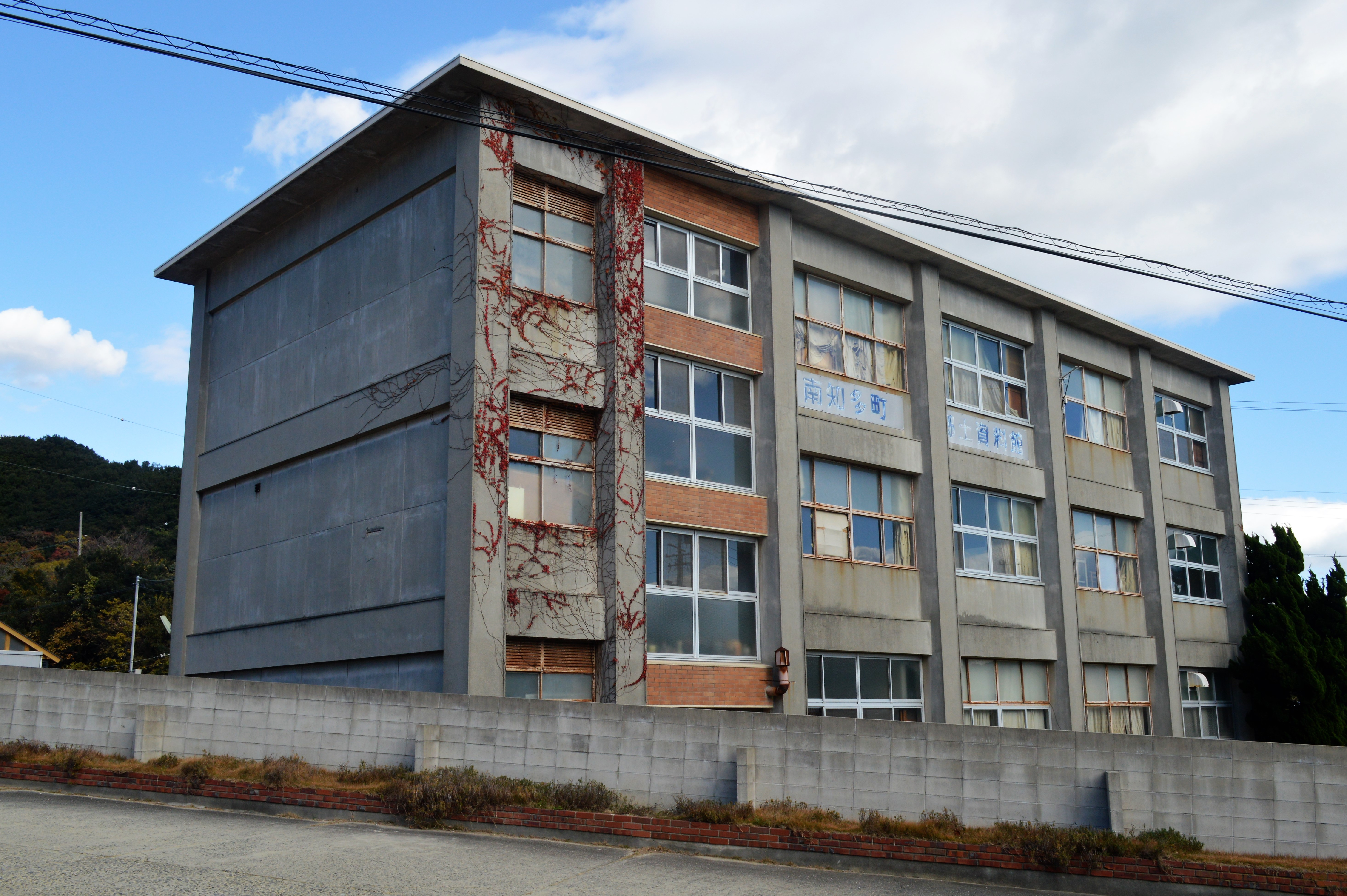
南知多町郷土資料館（廃止）

- 南知多町内海サービスセンター
- 南知多町民会館図書室
- 内海郵便局
- 南知多町郷土資料館

## 名所・旧跡

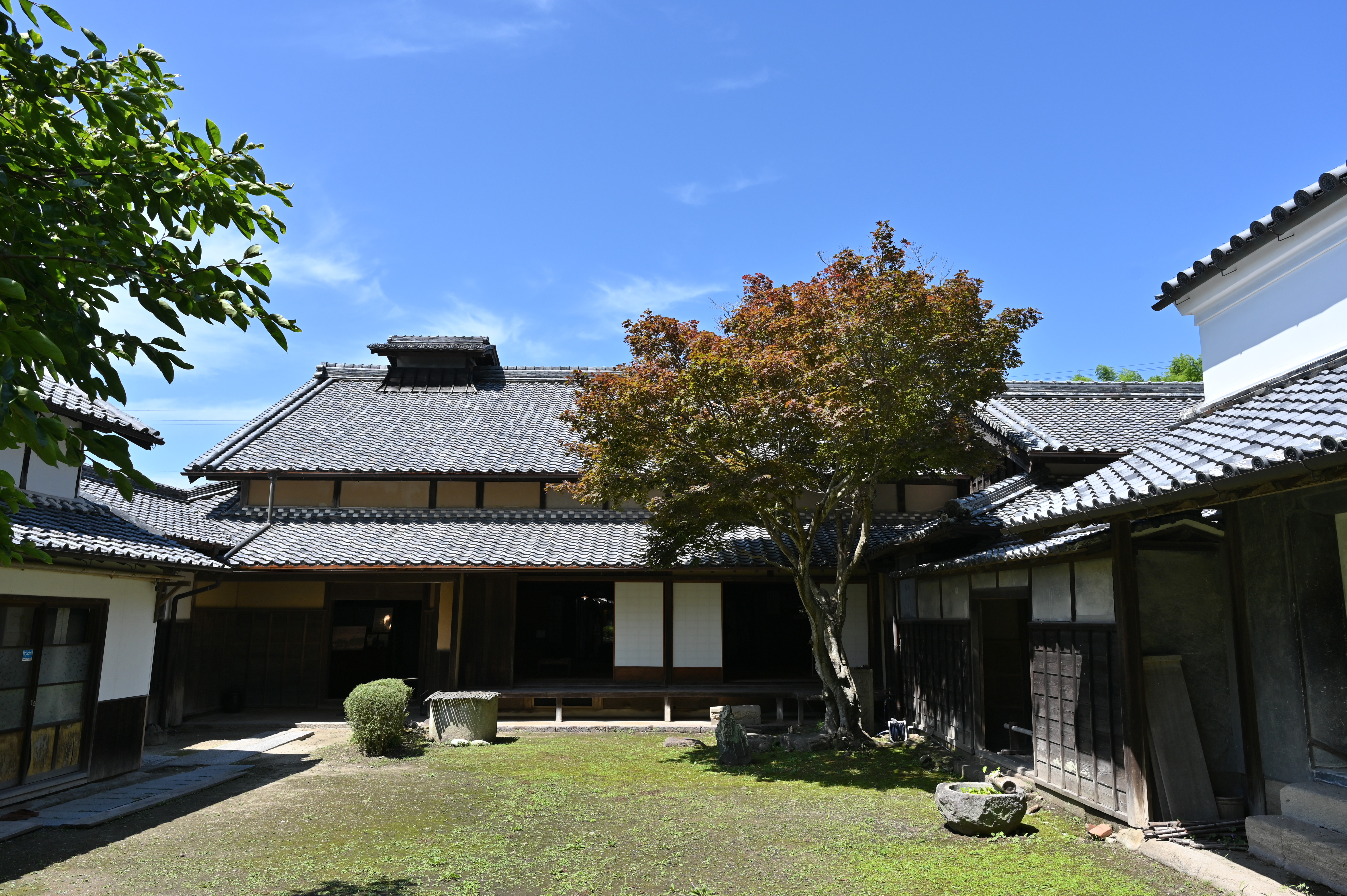
尾州廻船内海船船主 内田家

- 先苅貝塚（先苅遺跡） - 縄文時代早期の縄文海進によって水没した海底埋没貝塚としては日本で初めて発見された本格的な貝塚である[4]。1987年（昭和52年）、名鉄知多新線内海駅の工事に伴って発見され[4]、土器の破片、石器、魚の骨、人骨などが出土している[WEB 15]。
- 入海神社 - 式内社。
- 天神社
- 久須神社
- 秋葉神社
- 高宮神社
- 如意輪寺 - 真言宗豊山派の寺院。江戸時代には知多半島でも有力な寺院であり、知多四国霊場の開創当初の文政8年（1825年）には霊場本部が置かれた。「円空仏薬師如来像」は南知多町指定文化財[WEB 16]。知多四国霊場第46番札所。南知多三十三観音霊場第31番札所[WEB 17]。
- 大宝寺 - 曹洞宗の寺院。文化6年（1809年）に半田の好堅尼によって創建された。もくれんの寺として知られる。知多四国霊場第44番札所。南知多三十三観音霊場第27番札所[WEB 17]。
- 泉蔵院 - 真言宗豊山派の寺院。知多四国霊場第45番札所。南知多三十三観音霊場第30番札所[WEB 17]。
- 持宝院 - 真言宗豊山派の寺院。知多四国霊場第47番札所。南知多三十三観音霊場第33番札所[WEB 17]。
- 宝積院 - 曹洞宗の寺院。南知多三十三観音霊場第28番札所[WEB 17]。
- 長山寺 - 曹洞宗の寺院。南知多三十三観音霊場番外札所[WEB 17]。
- 全久寺 - 曹洞宗の寺院。鎌倉時代後期から室町時代の作である「鋳鉄地蔵菩薩立像」、鎌倉時代の作である「木造地蔵菩薩立像」は南知多町指定文化財[WEB 16]。鋳鉄地蔵菩薩立像の製作者は不詳だが、大野鍛冶または尾張地方の鋳物師とされる[WEB 16]。
- 宝樹院 - 浄土宗西山深草派の寺院。
- 西岸寺 - 西山浄土宗の寺院。四国直伝弘法八十八ヶ所霊場51番札所。
- 性海寺 - 曹洞宗の寺院。
- 一色城跡
- 岡部城跡
- 尾州廻船内海船船主 内田家 - 1869年（明治2年）に内海船の船主である2代目内田佐七によって建てられた[WEB 18]。太平洋側に現存する廻船主の邸宅としては大規模とされる[WEB 18]。重要文化財[WEB 18]。
- 旧内田佐平二家住宅 - 登録有形文化財。

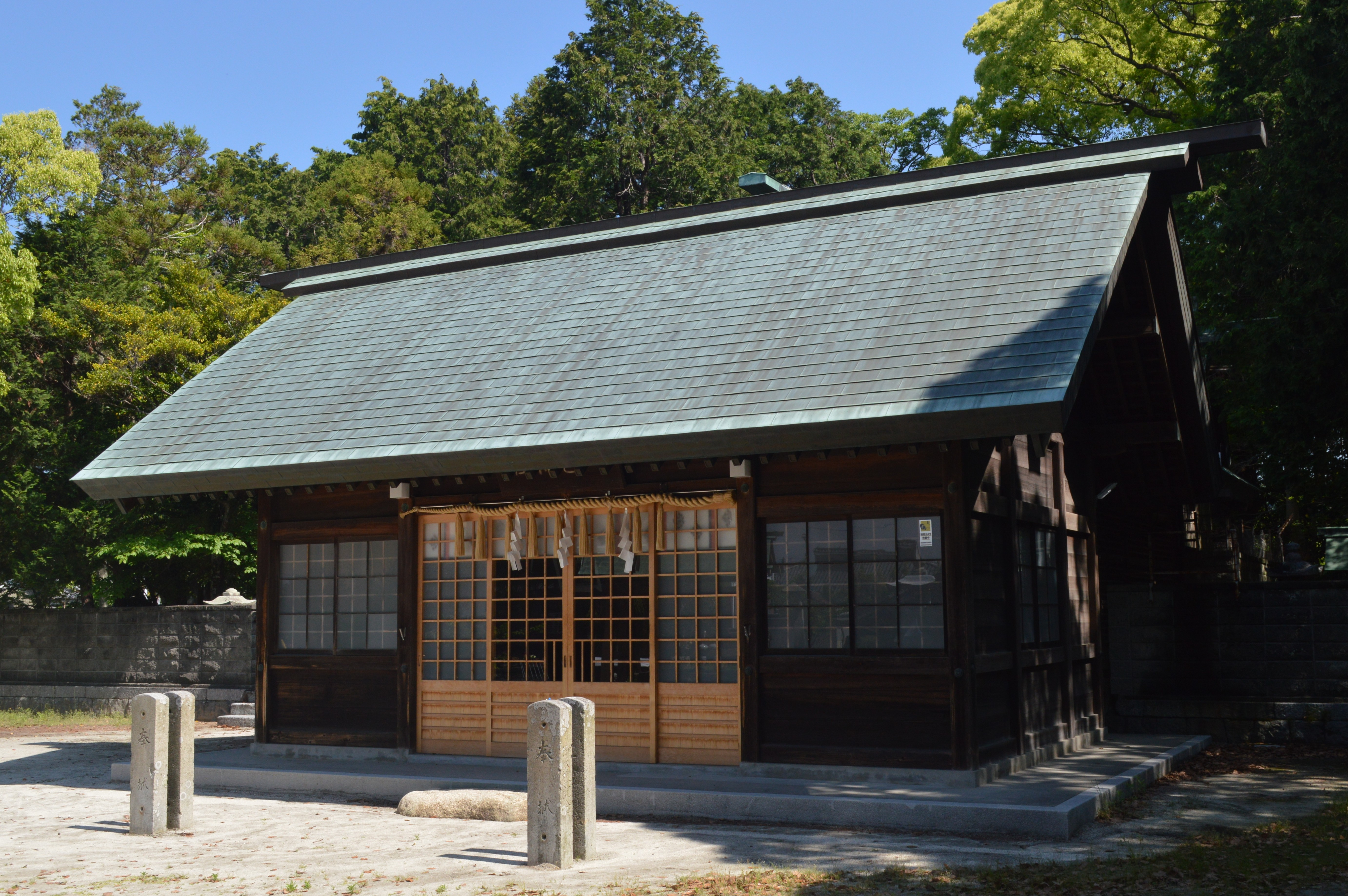
入海神社
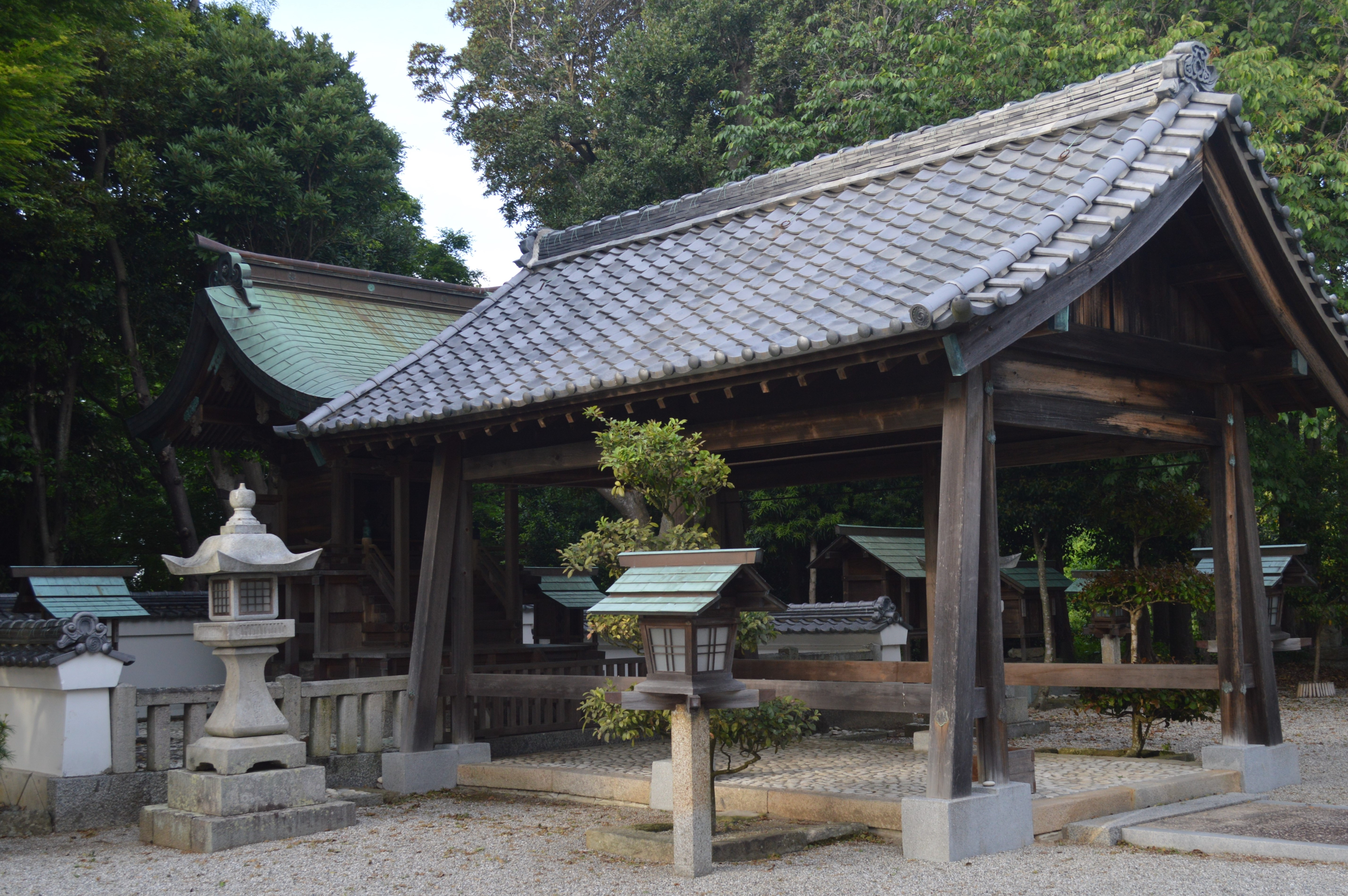
高宮神社
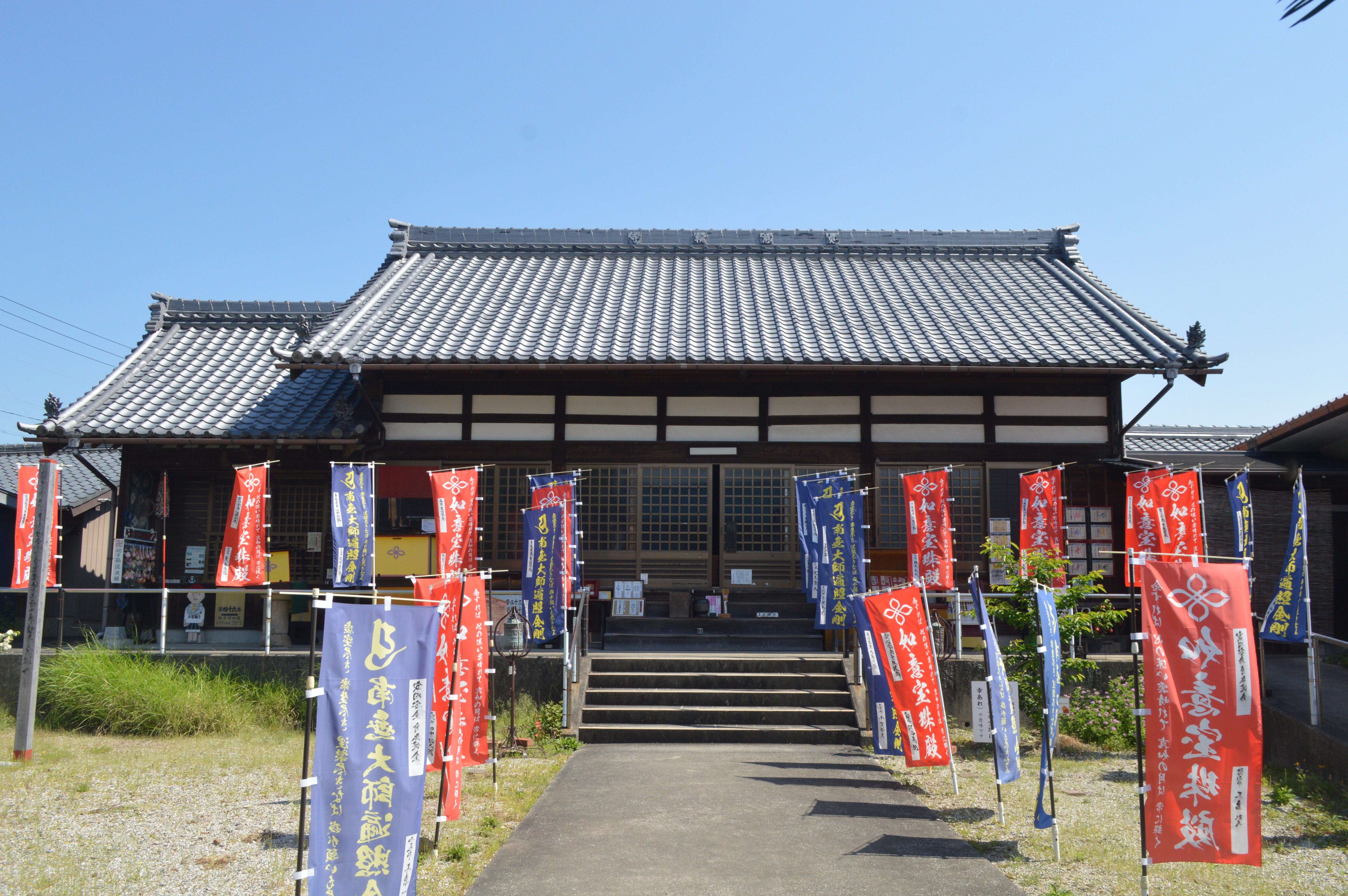
如意輪寺
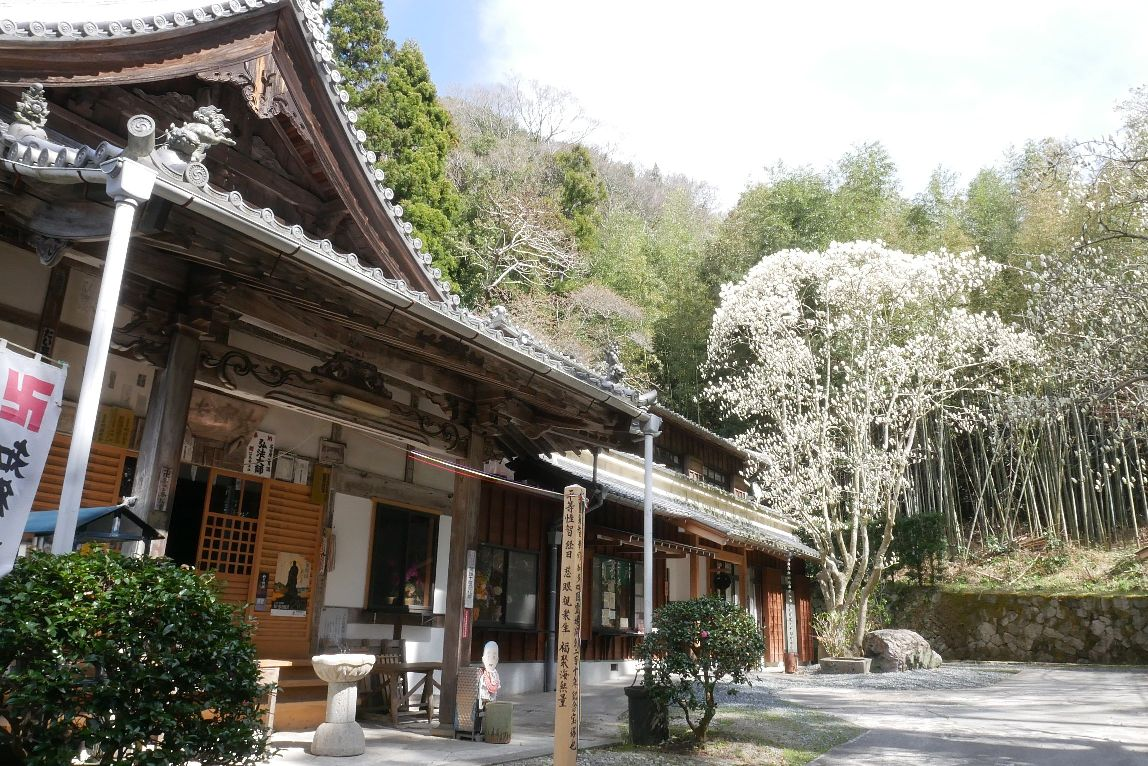
大宝寺
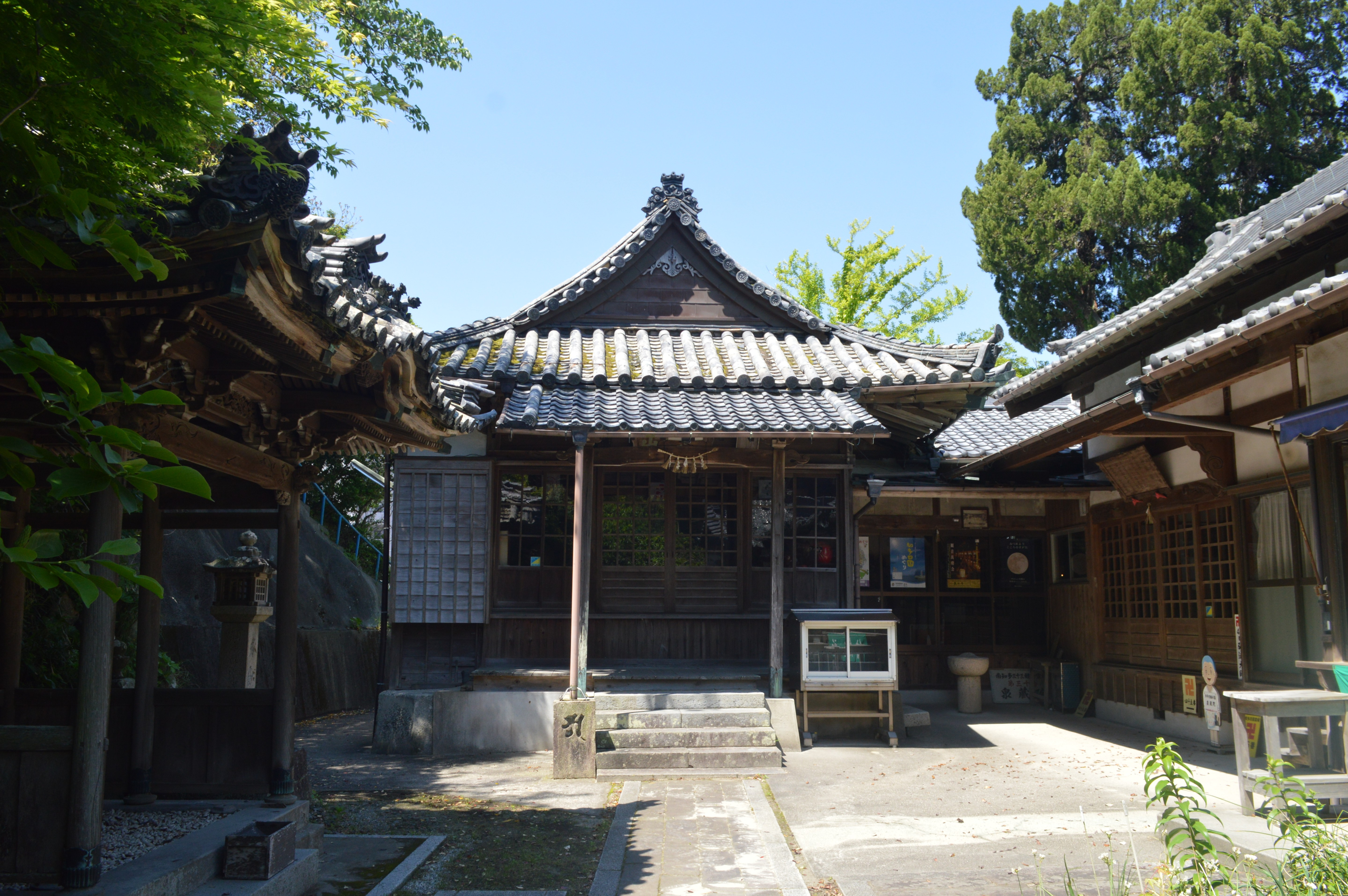
泉蔵院
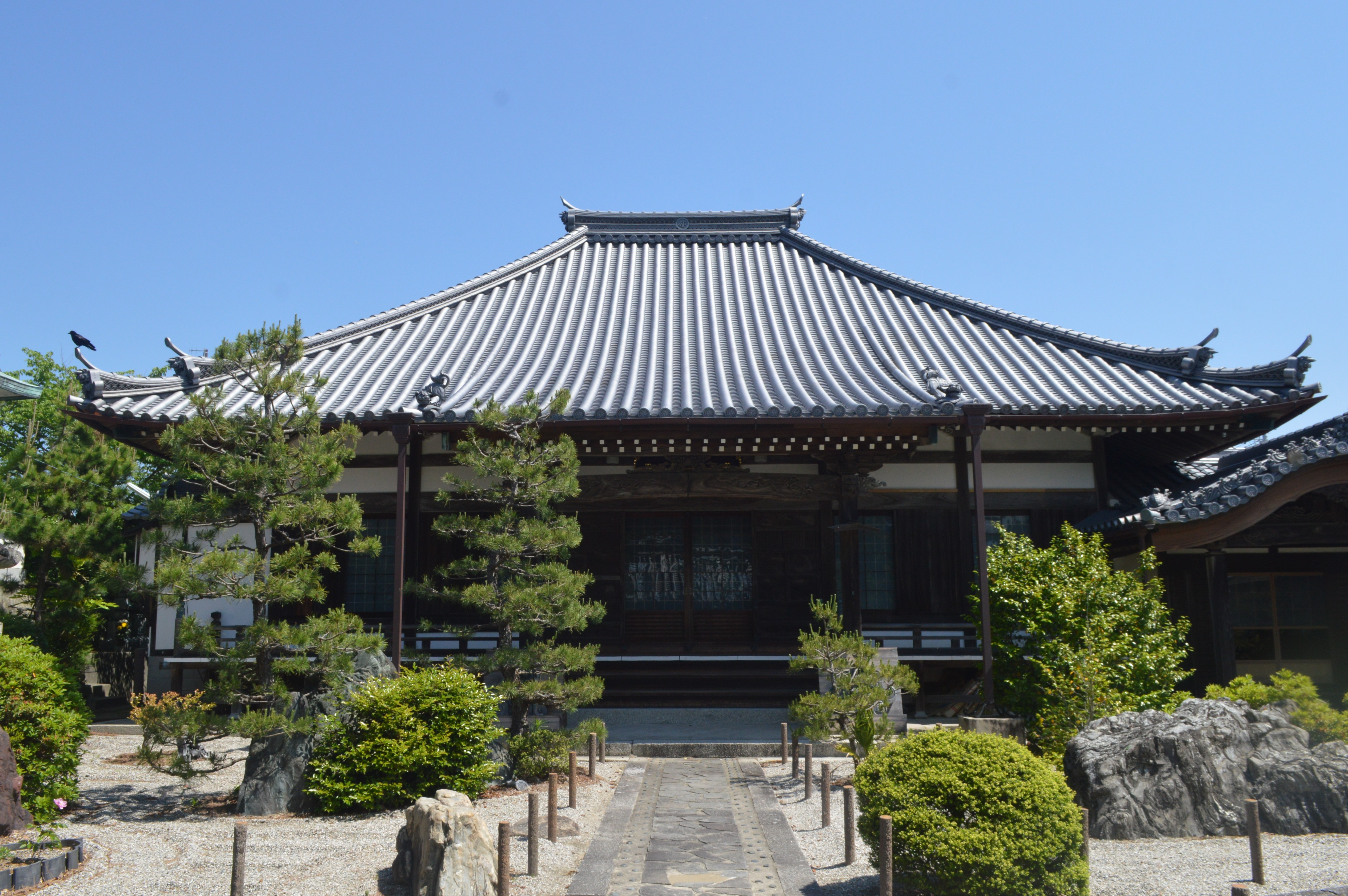
西岸寺
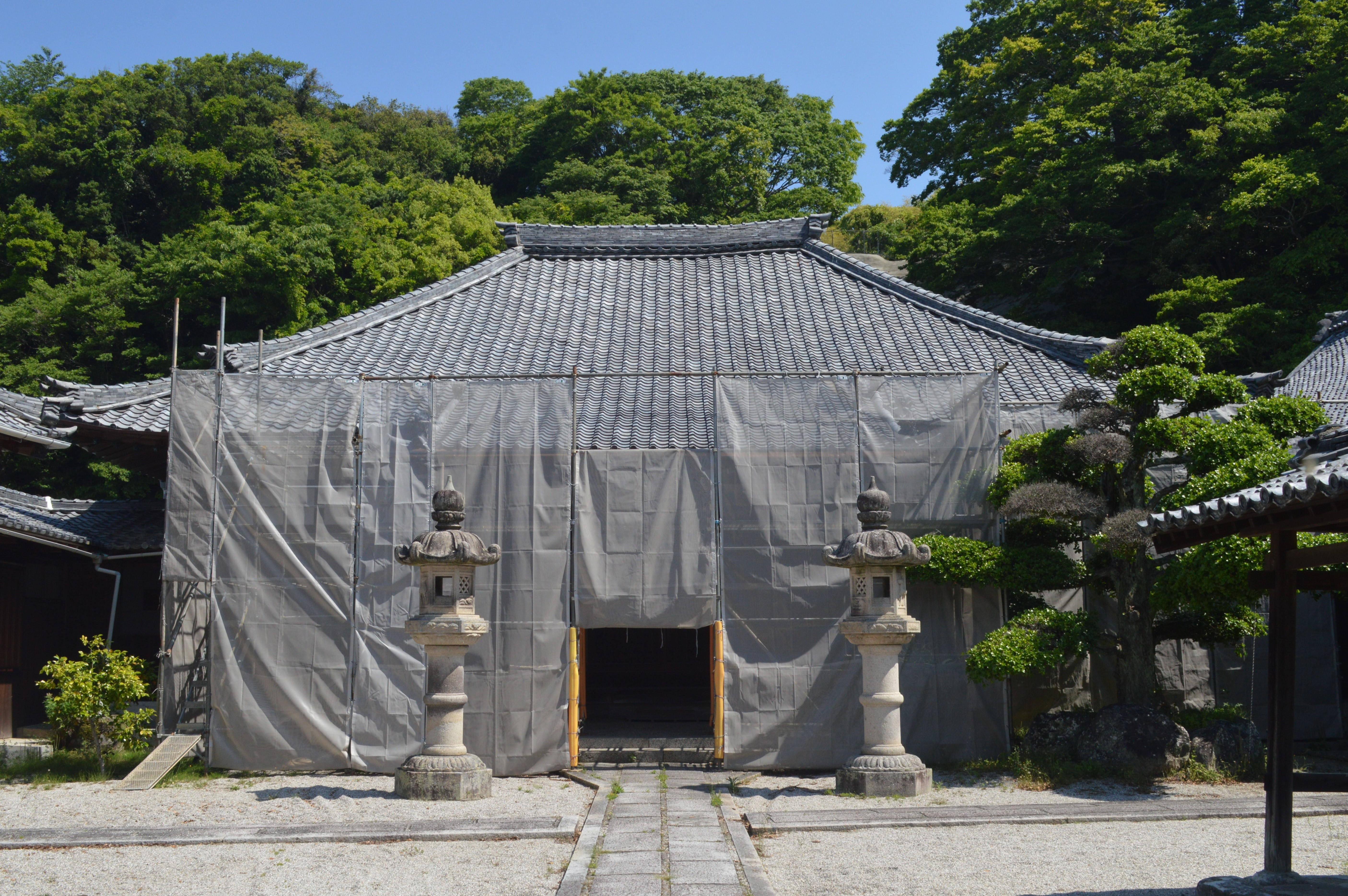
宝積院
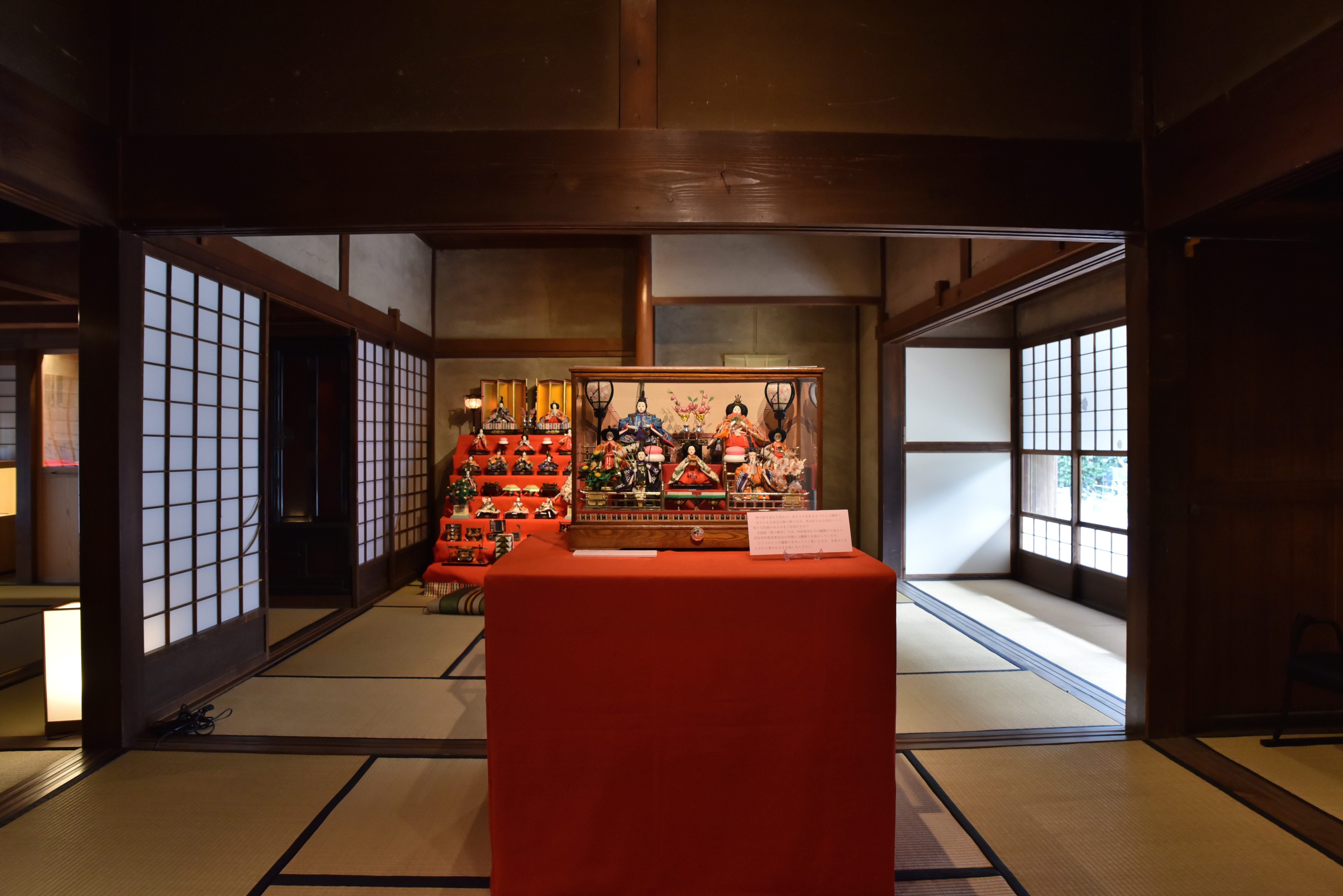
旧内田佐平二家住宅

## 祭事・催事
- 内海の春まつり（東端区祭礼） - 毎年4月第1日曜に開催される山車祭り[WEB 19]。高宮神社の神が神輿で熊野社に渡御する際に山車が警護する形をとる[WEB 19]。亀崎潮干祭などと同様にからくり人形による湯取神事が演じられる[WEB 19]。からくり人形はもともと有松天満社秋季大祭（有松山車まつり）で用いられたものが明治中期頃に高宮神社に寄進されたと伝わる[WEB 16]。「東端区のからくり人形」は南知多町指定文化財（有形民俗）[WEB 16]。
- 内海神楽船まつり（西端区祭礼） - 毎年旧暦8月17日頃に開催される山神社の祭礼[WEB 20]。2艘の和船を横に並べた双胴船が108個の提灯を付け、内海川の内海橋と千歳橋の間を往復する[WEB 20]。「神楽船」は南知多町指定文化財（有形民俗）[WEB 16]。

## 出身者
- 斎藤きち - 「唐人お吉」として知られる芸妓。内海または伊豆国賀茂郡下田が出生地とされる。
- 4代目内田佐七 - 実業家・内海町長。路線バス会社の内海自動車などを設立。南知多町名誉市民。
- 梅原猛 - 哲学者。梅原が幼少期を過ごした梅原邸は特別公開が行われている。南知多町名誉市民。
- 5代目宝井馬琴 - 講談師。
- 梅原半二 - 自動車技術者。豊田中央研究所所長。

### WEB
1. ↑  “愛知県知多郡南知多町の町丁・字一覧”.   人口統計ラボ. 2024年5月6日閲覧。
2. 1 2  総務省統計局 (2022年2月10日). “令和2年国勢調査の調査結果(e-Stat) - 男女別人口，外国人人口及び世帯数－町丁・字等” (CSV). 2023年8月2日閲覧。
3. ↑  “読み仮名データの促音・拗音を小書きで表記するもの(zip形式) 愛知県” (zip).   日本郵便 (2024年2月29日). 2024年3月26日閲覧。
4. ↑  “市外局番の一覧” (PDF).   総務省 (2022年3月1日). 2022年3月22日閲覧。
5. ↑  “ナンバープレートについて”.   一般社団法人愛知県自動車会議所. 2024年1月21日閲覧。
6. ↑  総務省統計局 (2014年3月28日). “平成7年国勢調査の調査結果(e-Stat) - 男女別人口及び世帯数 －町丁・字等” (CSV). 2021年7月20日閲覧。
7. ↑  総務省統計局 (2014年5月30日). “平成12年国勢調査の調査結果(e-Stat) - 男女別人口及び世帯数 －町丁・字等” (CSV). 2021年7月20日閲覧。
8. ↑  総務省統計局 (2014年6月27日). “平成17年国勢調査の調査結果(e-Stat) - 男女別人口及び世帯数 －町丁・字等” (CSV). 2021年7月21日閲覧。
9. ↑  総務省統計局 (2012年1月20日). “平成22年国勢調査の調査結果(e-Stat) - 男女別人口及び世帯数 －町丁・字等” (CSV). 2021年7月21日閲覧。
10. ↑  総務省統計局 (2017年1月27日). “平成27年国勢調査の調査結果(e-Stat) - 男女別人口及び世帯数 －町丁・字等” (CSV). 2021年7月21日閲覧。
11. ↑  愛知県南知多町 持続可能な農業を目指して 全国町村会
12. ↑  ミーナの恵み 南知多もぎたてみかん酒 南知多町
13. 1 2 3  須藤定久、有田正史「砂と砂浜の地域誌 (13) 知多半島の砂と砂浜 都市化で変わる浜 鋳物砂の里を訪ねて」『地質ニュース』639号、pp.37-49、2007年11月
14. ↑  千鳥ヶ浜海水浴場 内海観光協会
15. ↑  先苅遺跡 愛知エースネット
16. 1 2 3 4 5 6  町指定文化財 南知多町
17. 1 2 3 4 5 6  霊場紹介 南知多三十三観音霊場
18. 1 2 3  国指定文化財 南知多町
19. 1 2 3  内海の春まつり（東端区祭礼） あいちの山車まつり
20. 1 2  神楽船まつり Aichi Now

### 書籍
1. 1 2 3 4 5  「角川日本地名大辞典」編纂委員会『角川日本地名大辞典 23 愛知県』角川書店、1989年、p.1928
2. 1 2 3 4 5 6 7  『日本歴史地名大系 23 愛知県』平凡社、1981年、pp.510-511
3. 1 2 3 4 5 6 7 8 9 10 11 12 13 14 15 16 17 18 19 20 21  「角川日本地名大辞典」編纂委員会『角川日本地名大辞典 23 愛知県』角川書店、1989年、p.228
4. 1 2 3  前田保夫、山下勝年、松島義章、渡辺誠「愛知県先苅貝塚と縄文海進」『第四紀研究』22巻3号、1983年、pp.213-222
5. 1 2 3  『南知多の廻船文書』南知多町教育委員会、1982年、pp.11-12
6. 1 2 3 4 5 6  『写真集 知多今昔』愛知県郷土資料刊行会、1982年
7. ↑  『写真アルバム 知多半島の100年』樹林舎、2022年、p.35
8. ↑  『写真集 知多今昔』愛知県郷土資料刊行会、1982年、p.256
9. 1 2 3  『半田・南知多（武豊・美浜・南知多）いまむかし』郷土出版社、1989年、p.132
10. ↑  『写真アルバム 知多半島の100年』樹林舎、2022年、p.76
11. ↑  『養鶏之日本』養鶏之日本社、1952年9月
12. ↑  『写真集 知多今昔』愛知県郷土資料刊行会、1982年、p.253
13. 1 2  『写真アルバム 知多半島の100年』樹林舎、2022年、p.250
14. 1 2 3  『半田・南知多（武豊・美浜・南知多）いまむかし』郷土出版社、1989年、p.158
15. ↑  『写真アルバム 知多半島の100年』樹林舎、2022年、p.207
16. ↑  南知多町誌編さん委員会『南知多町誌 本文編』南知多町、1991年、pp.625-628
17. ↑  南知多町誌編さん委員会『南知多町誌 本文編』南知多町、1991年、pp.408-409
18. ↑  村上節太郎『柑橘栽培地域の研究』愛媛出版協会、1967年、p.222
19. 1 2 3 4  南知多町誌編さん委員会『南知多町誌 資料編 3』南知多町、1994年、pp.363-373
20. ↑  『日本の鋳物砂』日本鋳物協会鋳物砂部会、1960年、pp.59-60
21. ↑  『写真アルバム 知多半島の100年』樹林舎、2022年、p.74